# Affaire Robert Boulin
Pour les articles homonymes, voir Robert Boulin et Boulin.
L’affaire Robert Boulin est une affaire judiciaire française liée à la mort brutale de Robert Boulin, ministre du Travail en exercice, dont le corps est retrouvé au matin du 30 octobre 1979 dans l'étang Rompu de la forêt de Rambouillet. L'enquête menée par le SRPJ de Versailles conclut à un suicide. Cependant, cette thèse est de plus en plus contestée, au profit de celle d'un assassinat.
En 1983, la famille Boulin, conseillée par l'avocat Jacques Vergès, dépose plainte contre X. L'information judiciaire menée pendant neuf ans aboutit à un non-lieu en 1992. Le non-lieu est confirmé en appel.
De nouveaux témoignages conduisent à l'ouverture d'une information judiciaire en 2015 pour « arrestation, enlèvement et séquestration suivis de mort ou assassinat ». La fille de Robert Boulin, Fabienne Boulin, assigne l’État français pour « faute lourde » en 2021.

## Contexte

### Ascension politique de Robert Boulin
Lors des élections présidentielles de 1974, Jacques Chaban-Delmas est candidat pour l’UDR, parti gaulliste. Mais une fraction de l’UDR, regroupée autour de Jacques Chirac, décide de soutenir Valéry Giscard d'Estaing. Celui-ci est élu et nomme Chirac premier ministre. Ce dernier, en désaccord et en rivalité avec le président, démissionne à l'été 1976. Il transforme en octobre 1976 l’UDR en un nouveau parti, le Rassemblement pour la République. Le RPR devient progressivement une force d'opposition au sein de l'Assemblée nationale, bloquant le vote de certains textes gouvernementaux.
Après la démission de Jacques Chirac, le président nomme Raymond Barre premier ministre. Il devient toutefois impopulaire du fait de sa politique de rigueur et du deuxième choc pétrolier, qui provoque un ralentissement économique. Giscard d'Estaing souhaite alors contrer la candidature de Chirac à l'élection présidentielle française de 1981. Pour ce faire, selon certains commentateurs, il pense pour une nomination à l'hôtel de Matignon à deux ministres RPR : ou bien Robert Boulin, connu pour sa fibre sociale, ou bien Alain Peyrefitte[réf. à confirmer]. Cependant dans ses mémoires, Valéry Giscard d'Estaing n'évoque à aucun moment cette éventualité.

Cette rumeur enfle et est révélée au grand public. Le 29 avril 1979, Alain Duhamel commence une interview avec Boulin sur la station de radio Europe 1 en disant : « chacun avait pu remarquer […] les longues louanges qui vous étaient décernées [par le président de la République]. Certains commentateurs en ont conclu que Matignon vous ouvrait les bras, dans un mois ou dans un an »[réf. nécessaire]. En août, Boulin est questionné sur la rumeur de sa nomination à Matignon au journal de 13 heures de France Inter[réf. nécessaire]. Le 5 octobre, en tant que député-maire de Libourne, Boulin accueille Giscard d'Estaing qui lui rend un hommage appuyé.

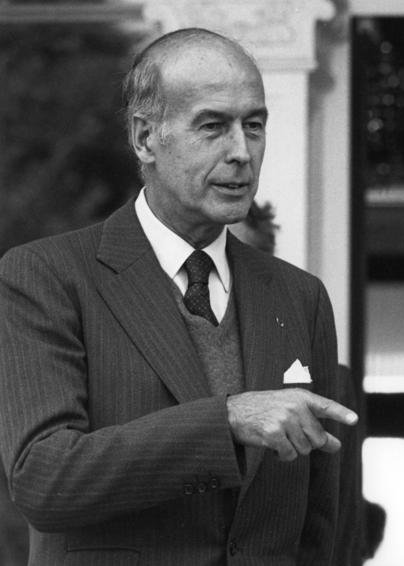
Le président Valéry Giscard d'Estaing (cliché du 1er octobre 1979), qui envisageait alors la possibilité de faire de Robert Boulin son Premier ministre.

### Affaire de Ramatuelle
Quelques jours après le déclenchement de l'affaire des diamants, le Canard enchaîné se fait l'écho d'une affaire d'escroquerie immobilière relayée quelques jours avant par le journal d'extrême droite Minute. Robert Boulin semble impliqué dans l'affaire : en 1974, il avait acheté à Henri Tournet deux hectares à Ramatuelle pour y faire construire sa maison de campagne ; or Tournet avait déjà vendu ces terres à des Normands en 1973, afin qu'ils y construisent des maisons. L'enquête fait apparaître que Tournet aurait remboursé à Robert Boulin le prix du terrain, en échange d'interventions du ministre auprès du préfet pour obtenir l'autorisation de construire 26 maisons supplémentaires. Le quotidien Le Monde consacre un article à l'affaire le 25 octobre. Selon Valéry Giscard d'Estaing, « les premières insinuations contre Robert Boulin avaient filtré dans la presse au mois de juillet ».
Cette affaire affaiblit Boulin politiquement. Décidé à combattre, il déclare sur Europe 1 qu'il dispose d'informations dont il ne peut pour le moment parler.

## Derniers jours avant la mort

### Robert Boulin prépare un droit de réponse et son fils une action en justice
La police judiciaire de Versailles a reconstitué l'emploi du temps du ministre, par le témoignage de ses proches et collaborateurs ministériels, jusqu'au lundi 29 octobre à 15 heures.
- Le mercredi 24 octobre, il reçoit deux journalistes du Monde chargés d'effectuer une enquête du Monde sur l'affaire de Ramatuelle[9] après la publication des deux autres, celles de Minute le 17 octobre puis du Canard Enchaîné le 24 octobre, dont Boulin avait aussi accepté de recevoir deux journalistes l'avant-veille, mais chez son conseiller en communication Patrice Blank. Le journaliste du Monde le questionne sur les informations recueillies auprès de plusieurs protagonistes dans le Var et dans le Calvados[9].
- Publié le vendredi 26 octobre, son article cite Robert Boulin en donnant sa version. Une heure avant sa publication, Boulin a aussi parlé à déjeuner de cette affaire de Ramatuelle avec Jean de Likowski[10], qui a épousé l'ex-femme d'Henri Tournet, et le bruit court que l'épouse de Boulin pourrait être convoquée par le juge[10].
- Le 26 octobre en début d'après midi, son fils Bertrand Boulin est avec lui au ministère, quand il conclut sa lecture de l'article du Monde d'un bref "Ouais. Bon." Bertrand montre à son père un autre article paru le même jour dans le magazine Le Meilleur, parlant d'un juge "qui se bat pour la vérité" après avoir entendu le "fils d'une haute personnalité promise à un destin national", qui a rencontré un adulte ayant eu une liaison avec un "garçon de presque 18 ans"[11]. Selon Bertrand Boulin, ce "journal à scandales" lui reproche surtout d'avoir signé des pétitions concernant la sexualité des mineurs. En mars 1979, il avait été cosignataire d'une tribune dans Libération prenant la défense du suspect incarcéré dans l'Affaire des films de la FNAC[12],[13], quelques semaines après le suicide de son ami Jean-Michel Desjeunes, avec qui il avait animé en 1976 une émission sur Europe 1 puis publié en janvier 1977 la « Charte des enfants », livre préconisant l’abaissement de la majorité sexuelle de 15 à 14 ans[12]. Selon Luc Lafay, chargé de la communication du ministre depuis 1972, qui a lu cet article, il s'agissait d'une "double page" dans un journal du samedi, mais disponible en kiosque à Paris dès le vendredi après-midi[14] et disposant d'une affichette de promotion, selon le livre de Bertrand Boulin, qui précise lui que son père lui a alors rappelé que l'arrêt de son émission SOS Enfants depuis un an est une bonne chose, puis lui a demandé le nom de ce juge[11], et conseillé d'intenter une action en justice pour viol du secret de l'instruction s'il le convoque à nouveau. Puis Boulin discute de l'article du Monde avec ses collaborateurs. Ils prennent la décision de rédiger un droit de réponse durant le week-end[9].
- Le soir du vendredi 26 octobre, il se rend à Libourne, où comme à son habitude, il rend visite à sa mère, âgée de 91 ans, et rentre à Paris le samedi soir.
- Le dimanche 28 au matin, informé que le juge d'instruction a obtenu communication de ses comptes bancaires, il tape chez lui, sur sa machine à écrire personnelle[9], une longue lettre dans laquelle il donne sa version de l’affaire de Ramatuelle, afin de "rectifier certains points de fait". Il va effectuer des photocopies au ministère, à 16 heures, puis revient à son domicile regarder la télévision en famille. Par téléphone, il informe à 19 heures Patrice Blank qu'il lui en fera parvenir en main propres dès le lendemain matin une photocopie ce cette lettre, ainsi qu'à son avocat Alain Maillot[9],[15]. Cette réponse au Monde sera comme prévu présentée à ses plus proches collaborateurs le lendemain matin lors d'une réunion[16],[9] et à 14 heures 30 son avocat lui proposera au téléphone de le retravailler ce droit de réponse vers 17 heures avec Patrice Blank, ce que Boulin accepte[16]. Le Monde ne le recevra jamais, la famille s'opposant à ce qu'une ou l'autre version soit envoyée après sa mort[9],[16]. Le journal informera ses lecteurs dans deux articles, quatre jours puis trois semaines après le décès[9],[16], que Boulin aurait renoncé à son projet de réponse et pas eu le temps de prendre connaissance de la nouvelle version de ses conseils[9]. Le second article précise que l'heure de la réunion au ministère le jour de sa mort n'était pas à 11 heures mais 11 heures 45[16] et que le projet de lettre a fait l'objet d'un deuxième examen, par  Patrice Blank et l'avocat Alain Maillot, et que ce sont eux qui téléphonent à Boulin pour l'inviter à en reparler à 17 heures[16]. Le second article précise aussi c'est lors de ce deuxième examen que la lettre a été jugée inadaptée[16] et que ses collaborateurs avaient juste proposé à 11 heures une lettre un peu plus brève, car ne se sentant "pas vraiment en état de conseiller utilement le ministre", faute d'assez informations en leur possession[16]. Il ajoute aussi que ce sont "des photocopies de sa lettre"[16] qui ont été postées à Montfort-l'Amaury à cinq destinataires: deux parlementaires, Jacques Chaban-Delmas et Gérard César, député de la Gironde, mais aussi trois médias l'Agence France-Presse et les journaux Sud-ouest et Minute[16] et précise que ce sont "les enquêteurs", qui avaient informé Le Monde qu'une version de cette lettre a été retrouvée déchirée, en morceaux, dans la corbeille du ministre  chez lui dès le soir de sa mort[16], sa femme de ménage ayant témoigné entre-temps qu'elle avait juste avant sa mort vidé cette poubelle. Le journal proteste à cette occasion contre la "divulgation d'extraits d'un texte qui n'était qu'un brouillon, selon "l'expression même que le procureur de la République.

### Déjeuner du 29 octobre avec son fils et son gendre
Peu après la réunion du matin, Boulin demande à une secrétaire de reporter un rendez-vous prévu à 16 h 30 avec des syndicalistes, car il vient d'être convié à un rendez-vous extérieur urgent puis déjeune avec son gendre, Éric Burgeat, conseiller au ministère, et son fils Selon L'Express du 3 novembre, ce dernier remarque plusieurs enveloppes qui dépassent de sa poche, et le père répond qu’il s’agit du courrier de Libourne. Le premier évoquera 3 mois plus tard dans son livre une pile d’une douzaine de lettre timbrées sur son bureau, adressées notamment à Achille Peretti, Jacques Chaban-Delmas, Pierre Simon, Gérard César, Aristide-Patrice Blank, Jean Mauriac et affirmera que l'affaire de Ramatuelle a été évoquée, Robert Boulin déclarant : « ma carrière est fichue », et « tu ne te rends pas compte à quel point cette histoire me trouble » après lui avoir dit le matin, « ma vie est finie », sans que son épouse ne comprenne.

### Dossiers pris au coffre du ministère l'après-midi du 29 octobre
Un article dans Le Monde reçu au ministère en début d'après-midi le cite dès la première phrase: "je n'ai jamais rencontré de travailleur désaisonnalisé, se plaisait à dire M. Robert Boulin. L'article rappelle qu'il vient "de mettre en avant les données corrigées des variations saisonnières, en commentant les statistiques de septembre" du chômage, alors que dès sa première conférence de presse il avait souhaité ne plus tenir compte que des données brutes. Avant 15 h il reçoit quelques minutes, à sa demande Gaston Flosse, député de Polynésie, qui le trouve préoccupé au début de l'entretien puis accède au coffre du ministère, emporte avec lui quatre dossiers et une mallette, et regagne son domicile peu avant 15 heures 30, avec son chauffeur et son garde du corps, où il leur mentionne qu'il a un rendez-vous extérieur. Le second témoignera sur procès-verbal l'avoir aidé à monter ces dossiers chez lui. Parmi les quatre dossiers, se trouvent celui des avions renifleurs de la compagnie pétrolière Elf. Un huissier anonyme déclare dans France-Soir du 1er novembre l'avoir entendu dire : « adieu mon bureau » avant d'en partir.
Boulin repart immédiatement de chez lui vers 15 h 30, seul au volant de sa Peugeot 305 bleu métallisé. Montfort-l'Amaury est à une cinquantaine de kilomètres de son domicile de Neuilly-sur-Seine, dont une dizaine par l'autoroute de l'ouest. La corbeille à papier sous son bureau est vide après son départ car la femme de ménage a fait son travail, selon l'épouse du ministre, puis le témoignage de cette dernière.

### Les quatre témoins du 29 octobre à Montfort l'Amaury

#### Les deux témoins évoqués par les enquêteurs en novembre 1979
Une demi-douzaine de plis à en-tête du ministère du travail sont postés à Montfort-l'Amaury entre  17 heures 30 et 17 heures 40, selon un préposé aux PTT évoqué par les enquêteurs dans la presse, dont le nom n'est cependant pas cité, ni aucun détail et la presse se demande ce qu'il a fait avant.
Pierre G., directeur de société à Versailles, a déclaré que le lundi 29 octobre 1979 entre 17 heures et 17 heures 30, circulant en voiture à Montfort-l’Amaury, il a croisé Boulin qui "seul et paraissant pressé", remontait la courte portion de la rue de Paris montant "en direction de la place de l'Église", après le croisement avec la rue venantde la poste.

#### Les deux témoignages apparus en 2009 et 2013
C'est seulement trente ans après le drame qu'émergeront deux autres témoins, qui prennent l'initiative de rencontrer le journaliste Benoît Collombat puis de livrer devant le juge deux témoignages précis et circonstanciés qui contredisent les deux évoqués par les enquêteurs dans la presse en 1979 juste après la mort de Boulin.
S'exprimant au micro de France Inter, une femme raconte avoir vu "dans l'après-midi" du 29 octobre 1979 une voiture arriver à toute allure. Le conducteur a demandé son chemin avant de faire demi-tour dans la précipitation. Elle n'a pas vu le visage, car il s'adressait à ses voisins, habitant comme elle le chemin habituellement désert, situé à Méré, à l'intersection de la route menant à droite en 5 kilomètres à l'étang rompu et Saint-Léger-en-Yvelines. En face de cette intersection, la longue rue en pente qui descend vers l'église de Montfort-l'Amaury, en passant devant le musée Maurice Ravel. Le lendemain, à l'annonce du décès dans les médias, elle et ses voisins font immédiatement le lien entre l'épisode de la veille et le ministre: « On s’est dit, c’est pas possible, ce type est poursuivi ! », se souvient-elle.
Le quatrième témoin a vu Robert Boulin  non loin, sur cette route en pente qui, à partir de cette intersection, descend vers l'église de Montfort-l’Amaury. À environ 17 heures, l'heure habituelle où il empruntait cette rue à la montée pour rentrer chez lui à Saint-Léger-en-Yvelines, il s'est "retrouvé à l’arrêt, face à une autre voiture", une Peugeot 305 qui descendait vers l'église, les deux véhicules ayant "eu du mal à se croiser".
Robert Boulin n'était pas au volant mais sur le siège passager. Un autre homme conduisait, le troisième était à l'arrière, que le témoin a vu distinctement entre les deux sièges avant. Les deux inconnus avaient « des visages assez fermés », « plus jeunes que M. Boulin » et « des cheveux plutôt foncés ».
Ce quatrième témoin s'est dit "sûr de l’heure, de l’endroit et de la personne". Il n'est apparu qu'en mai 2013, en contactant Benoît Colombat après l'avoir vu dans le débat télévisé consacré à l'affaire Boulin fin janvier 2013. Auparavant, il n'imaginait pas que "sa propre parole pouvait être aussi importante". Colombat l'a rencontré plusieurs fois, a "vérifié que c'était un témoin crédible", qui n'a cependant décidé de ne parler qu'avec "la garantie de protéger son identité", dans un premier temps, puis "plus tard a déposé sur procès-verbal devant la justice", dans le cadre de la nouvelle information judiciaire de 2015 permettant les investigations de la juge d'instruction Aude Montrieux.

## Alertes dans la nuit du 29 au 30 octobre

### Visites à l'appartement des Boulin
Alors que le fils Bertrand, l'épouse Colette, le gendre Eric Burgeat, et une invitée, Monique de Pinos, divorcée depuis 13 ans d'Henri Tournet, passent la soirée chez les Boulin à Neuilly-sur-Seine, quatre personnes visitent le bureau personnel du ministre, accessible depuis la rue sans passer par l'appartement. Pour en savoir plus sur ces visites, le juge Corneloup souhaitera interroger les policiers en faction 24 h sur 24, mais n'y parviendra pas, les registres de présence du commissariat de Neuilly ayant disparu et Bertrand Boulin n'en parle pas dans son livre de février 1980.
La première des quatre personnes, Guy Aubert, collaborateur du ministre, arrive à 20 h, et aurait alors déclaré « il lui est arrivé quelque chose », une autre source parlant de 18 h 30. Il serait venu en raison d'un appel d'Armelle Montard, secrétaire du ministre, qui cependant contredira sa déposition, amenant le parquet à demander son audition, par la police judiciaire, ainsi que deux autres témoins, dont le beau-frère et le kinésithérapeute du ministre, en 2002, peu avant de rouvrir une enquête judiciaire sur la mort de Robert Boulin. La secrétaire de Guy Aubert confirmera alors aux enquêteurs que c'est au contraire lui qui lui avait demandé celle de Boulin.
À la même heure, Jacques Douté, restaurateur connu de Libourne, à « L'Hôtel Loubat », et ami proche du ministre, reçoit un coup de téléphone anonyme lui indiquant qu'il « est mort »,, devant deux  autres personnes, dont Bernard Sube, photographe pour l'actuel conseil départemental de la Gironde.
Vers 21 h 30, les trois autres personnes arrivent ensemble chez les Boulin: Patrice Blank, accompagné de l'avocats du ministre Alain Maillot et du promoteur Roger Thiéry, inconnu de la famille Boulin. Ils s'enferment à leur tour dans ce bureau, dont Guy Aubert est parti sans prévenir la famille. Patrice Blank et Alain Maillot, avaient reçu le matin même, en mains propres, le droit de réponse rédigé par Boulin le dimanche, tapé par sa secrétaire et amené par son garde du corps, l'inspecteur Yves Autié.
Éric Burgeat, gendre et collaborateur de Boulin, a déclaré en octobre 2017 dans "Envoyé spécial" que c'est un de ces visiteurs du soir qui a rempli la corbeille. S'inquiétant de ne pas voir Robert, la famille s'est rendue à son tour dans le bureau, où la présence, "le regard fuyant de Blank et son comportement" l'intriguent". L'avocat a demandé au gendre "mais vous ne savez pas où il est ? Vous n'avez pas trouvé d'indices ?" avant de lui faire une "petite suggestion" : "mais pourquoi vous n'iriez pas regarder dans le bureau ? Dans la corbeille à papier, peut-être...". L'Express écrit dès le 2 novembre que, c'est ainsi seulement vers 4 heures du matin que des papiers déchirés sont découverts dans la corbeille de Boulin: des fragments d'une lettre, mentionnant, une fois assemblés, en quelques mots un projet de suicide.
Sur l'un d'eux, on peut lire « j'ai l'intention de me noyer dans un lac de la forêt de Rambouillet où j'aimais beaucoup faire du cheval ». Le gendre de Boulin appelle immédiatement son chef de cabinet Marcel Oats, qui le rejoint à 4 heures du matin devant le ministère de l'intérieur, où on les dirige aussitôt vers la résidence du Premier ministre, tandis que Bertrand Boulin part en forêt de Rambouillet chercher son père, où il est gêné par le brouillard.
Le corps ne sera retrouvé que le lendemain, pas dans le lac évoqué sur le bout de papier mais dans le petit étang Rompu, une mare où il est difficile de se noyer, même si cela n'apparait pas la nuit, et qui ne fait pas partie des quatre étangs de Hollande, beaucoup plus profonds, qui s'alignent trois kilomètres plus loin, au bout d'une petite route en cul-de-sac. Les deux sites sont à même distance de Montfort-L'Amaury, dans le même axe, vers Saint-Léger. À proximité aussi, un centre équestre où Robert Boulin est venu en 1969, selon les enquêteurs, mais où il ne "met plus les pieds" dès "la fin des années soixante", selon Benoit Collombat.

### Ministre, conseillers et procureurs informés dans la nuit
Les papiers déchirés ont été découverts dans la corbeille de Boulin vers 4 heures du matin, peu après que l'information ait circulé chez les permanenciers des ministères. Le ministre de l'Intérieur Christian Bonnet affirme avoir été alerté « entre 2 h et 3 h du matin, ». Plusieurs sources,, affirment qu'il a été prévenu par Claude Guéant, alors responsable des affaires de sécurité intérieure au cabinet et de permanence. Ce dernier affirme avoir appris plutôt l'information en réunion, « assez tôt le matin ».
Le directeur de cabinet de Robert Boulin, Yann Gaillard, dit lui avoir été convoqué vers 2 h du matin par Philippe Mestre, directeur de cabinet du Premier ministre Raymond Barre, qui lui aurait confié : « on a retrouvé le corps. »,, après avoir raccroché d'un appel téléphonique, mais Philippe Mestre a démenti. Raymond Barre confiera dans ses mémoires , avoir été prévenu vers 3 h du matin « que l'on a retrouvé le corps de Boulin dans un étang de la forêt de Rambouillet » et que le ministre s'est donné la mort en se noyant après avoir avalé des barbituriques. Du côté du président de la République, Valéry Giscard d'Estaing, son proche conseiller Victor Chapot assure n'avoir appris le décès à 9 h du matin par un appel d'Henri Martinet, collaborateur de Boulin, et s'être « précipité chez Giscard qui apprend la nouvelle au téléphone au même moment ». Mis dans ses propres mémoires, ce dernier écrit n'avoir été informé qu'à 11 h 30 du matin[réf. nécessaire].
Louis-Bruno Chalret, à l'époque procureur général près la cour d'appel de Versailles, et très lié au SAC et aux réseaux Foccart a été parmi les premiers informés, selon son amie Marie-Thérèse Guignier, une ex des cabinets ministériels de Boulin, qui dit avoir été réveillée entre 1 h 30 et 2 h du matin: Louis-Bruno Chalret lui apprend que le corps a été retrouvé, dans les étangs de Hollande « et là, il se couvre, il appelle tout le monde sur le REGIS (le réseau téléphonique interministériel de l'époque), c'est-à-dire l'Élysée, Matignon, probablement l'Intérieur et la Chancellerie. ». Cependant, pour l'un de ses hommes, le commissaire Alain Tourre, chargé de l'enquête au SRPJ de Versailles, « que le ministre de l'Intérieur Christian Bonnet et Marie-Thérèse Guignier, amie du procureur général Chalret, mis au courant de la disparition de Boulin et de la teneur alarmiste des messages retrouvés chez lui aient pu annoncer entre 1 h 30 et 3 h du matin qu'il était mort, n'a aucun caractère choquant », idem pour le Premier ministre, compte tenu des messages très explicites trouvés dans la corbeille de Boulin ».
Dès 6 heures 30, la préfecture des Yvelines donne l'alerte à la gendarmerie, mais le corps de Robert Boulin n'aurait été finalement découvert que vers 8 heures 30.

## Découverte du corps, de la voiture, et autopsies
D'après le dossier pénal, le corps est retrouvé le 30 octobre à 8 h 40 après la voiture à 8 h 35, par une brigade de gendarmerie, deux heures après les premières recherches, lancées le 30 octobre à 6 h 25, quand le préfet des Yvelines envoie 250 gendarmes fouiller les étangs de Hollande, le directeur de la police judiciaire lançant un avis de recherche à la même heure. Bertrand Boulin écrira dans son livre en avoir été informé par son beau-frère après 8 h 55, mais cet horaire sera démenti par la patrouille de gendarmes motocyclistes menée par Francis Deswarts, arrivée la première sur les lieux.

### Découverte de la voiture de Robert Boulin

#### Trace de boue et de réparation
L'étang Rompu est situé à moins de cinquante mètres de la route départementale. C'est sur un terre-plein entre les deux que la Peugeot 305 du ministre est retrouvée, visible de la route. Le colonel de gendarmerie Jean Pépin et ses hommes, qui recherchent le corps, voient immédiatement des traces de pas allant de la voiture à l'étang, mais aussi « ressortant de l'étang » et « revenant de l'étang à la voiture ». Il y avait des « traces de boues noirâtres, qui étaient de la boue de l'étang » sur la voiture ainsi que des feuilles sur le siège et le toit de la voiture, selon Jean Pépin, qui remarque ces traces car les gendarmes ont tout de suite pensé que Boulin ne pouvait qu'avoir été amené dans l’étang déjà mort.
La voiture est retrouvée le toit légèrement ouvert et les portes fermées à clé, couverte de boue mais dans un chemin empierré, non boueux. Selon Georges Restoueix, garde forestier de la forêt de Rambouillet de 1971 à 1991, un colonel à la retraite lui a confié l'avoir vue dès 23 h.
La famille y retrouve, en la récupérant bien plus tard, des cassettes de dictaphone sous la banquette arrière, malgré la fouille préalable lors de l'enquête. Selon Frédéric Mesnier, beau-frère de Bertrand Boulin, cette voiture est retrouvée « réparée sur l'aile arrière-gauche, ainsi que sur une partie de la jupe arrière », alors qu'elle n'avait jamais été accidentée jusque-là.

#### Empreintes, clés et faute d'orthographe
Le commissaire Tourre, arrivé plus tard, explique qu'aucun relevé d'empreintes ne fut possible sur la carrosserie en raison de l'humidité ambiante et des multiples manipulations dont le véhicule avait été l'objet[réf. nécessaire]. Selon lui, une chemise cartonnée bleue, marquée « participation des salariés à l'amélioration des conditions de travail dans l'entreprise » fut retrouvée avec des feuillets dactylographiés en rapport avec un projet de loi.
D'autres sources mentionnent au contraire une voiture abandonnée visiblement après des négligences, avec un dossier retrouvé vide, portant la mention « à n’ouvrir que sur ordre formel de ma part ». D'autres éléments n'ont pas été analysés : tache suspecte sur le tapis de sol, traces de doigt sur la carrosserie, mégots de Gauloises, alors que Robert Boulin ne fumait pas de cigarettes.
Les enquêteurs, qui n'ont pas encore les lettres revendiquant le suicide, trouvent un papier bristol sur le tableau de bord, indiquant que les clés « sont dans la poche droite de mon pantalon » mais elles sont retrouvées par terre, dans les feuilles, à côté de la voiture. Aucune recherche d'empreinte ne fut effectuée car ce bristol était passé entre de nombreuses mains — à commencer par celles des gendarmes, selon le livre en 2012 du commissaire Alain Tourre.
L'écriture est celle de Boulin, selon l'expertise graphologique d'Alain Buquet, expert près la Cour d'appel, puis de deux autres en 1986 mais le mot « Embrassez éperdument ma femme le seul grand amour de ma vie. Courage pour les enfants », surprend la famille, quand elle découvre à son tour ce bristol, par son style indirect et la signature « Boby » qu'il écrivait d'habitude avec deux b.

### Découverte du corps par les gendarmes et le réanimateur

#### Arrivée des gendarmes et versions divergentes
Francis Deswarte, chef à la brigade motorisée de gendarmerie de Poissy, appelée en renfort aux étangs, est le premier à apercevoir la voiture puis le corps du ministre à la surface de l’étang Rompu et il en informe le commandant de la circonscription de gendarmerie d'Île-de-France Jean Pépin. Ce dernier, interrogé trente ans après par France Inter, pense tout de suite qu’il ne s’agit pas d’un suicide, au vu des premières constatations mais le jour de la découverte du corps, c'est un autre officier de gendarmerie, moins gradé, le lieutenant-colonel Charles Chevallereau, qui s'exprime d'abord dans les médias. Il est cité dans un article du Monde de quelques paragraphes envoyé à l'imprimerie à midi : « le corps du ministre ne portait aucune trace de coups ou de lutte » et « les poumons du cadavre étant remplis d'air, la mort par noyade est exclue ».
Les versions divergent sur sa position, la tête sous l'eau ou pas, et la distance du bord de l'étang : cinq mètres selon le gendarme Francis Deswarte, pour qui « Robert Boulin n’est pas mort noyé, avait la tête hors de l’eau, regardait vers sa voiture ». Selon le commissaire Tourre du SRPJ de Versailles, c'est sept mètres et seule la partie dorsale est apparente, la tête étant immergée. Deux témoignages recueillis en 2011 et 2016 viennent démentir ces déclarations. Dans 20 Minutes du 3 février 2011, Francis Deswarte le gendarme, découvreur du corps du ministre, accuse les policiers d'avoir voulu lui faire changer sa version des faits dès 1979, et assure que « Boulin n'est pas mort noyé ».

#### Sortie du corps de l'eau
Selon l'enquête de Benoît Collombat, sept gendarmes, deux policiers et un pompier, tous présents, contredisent sur procès-verbal la version des policiers sur l'existence d'un choc accidentel sur le corps du ministre à sa sortie de l'eau. C'est aussi le témoignage de Jean Tirlet, à l’époque adjoint au maire de Saint-Léger-en-Yvelines, qui a assisté à la sortie du corps de l’eau : il témoigne dans le documentaire de Despratx et Nicolas de 2002 qu'il n'y a aucun rocher dans cet étang de zone marécageuse de la région parisienne, très proche de la route départementale, et qu'en outre le corps a été transporté face vers le ciel.
Il n'existe par ailleurs aucune bordure de pierre sur cet étang dont les bords sont en pente très douce, dans un sol meuble laissé à son état naturel,. Dans le documentaire de Despratx et Nicolas, le témoignage de Jean Tirlet est confirmé par plusieurs gendarmes présents à l'étang Rompu ce matin-là, dont l'un est relativement complet et qui précise notamment que le corps n'a pas été traîné mais qu'il a été soulevé au-dessus de l’eau. Le commissaire Tourre, présent sur les lieux, écrit quant à lui que « À l'endroit où il gît, l'eau est profonde de 60 à 70 cm. Deux plongeurs des sapeurs-pompiers vont l'en sortir avec difficulté, en le tenant chacun par un bras. Ils le tirent jusqu'à la berge, face contre terre, et le déposent plus que sèchement sur la terre ferme ».
La police judiciaire de Versailles, prévenue dès 7 h 45, arrive alors qu'un hélicoptère est déjà présent, après que pompiers et gendarmes ont sorti le corps de l'eau et commencé leurs investigations. Les pompiers ont aidé à soutenir le corps pour le sortir de l'eau lentement, « à cinq ou six » : quatre pompiers sont chargés de porter chacun un des membres de Robert Boulin, tandis qu'un ou deux autres portent le tronc, avec « beaucoup de précaution », même s'il n'y avait pas d'obstacles, ni tronc d'arbre ni rocher, selon le témoignage du colonel Jean Pépin. Selon ce dernier, interrogé par France Inter en octobre 2009, la décision de transférer l'enquête au SRPJ de Versailles, prise par commissaire Tourre après près seulement dix à quinze minutes, lui a été annoncée par le commissaire sans que le procureur l'ait encore décidé. Jean Pépin ordonne le repli à ses hommes, « fort marri de devoir céder la place », selon le livre écrit en 2012 par le commissaire Tourre, qui affirme arriver « au milieu d'un chantier indescriptible : véhicule ouvert, objets en cours d'inventaire, corps abandonné sur le bord de l'étang ».
Ce récit contredit les déclarations des policiers du SRPJ de Versailles sur procès-verbal en 1979 affirmant avoir été témoins de la sortie de l’eau du corps. Plusieurs d'entre eux ont des années plus tard formulé la thèse de chocs au visage par maladresse ou négligence, qui aurait causé les fractures. Parmi eux l'inspecteur Patrick Drut, avait parlé de « roche » dans l’étang, puis de chute du corps face contre terre dans l'eau, lorsqu'il avait été interrogé le 18 mai 2005 à la suite de la seconde autopsie attestant de deux fractures au visage, mais lorsqu'il est interrogé en 2009 par le journaliste Michel Despratx de Canal+, il ne parle plus de roche mais de petit caillou et reconnaît que ce caillou n'a pu causer de fracture. Le policier Jean-Pierre Courtel, un quart de siècle plus tard, a déclaré à Corse-Matin, que les plaies vues plus tard sur les photos « n'ont pas pu être causées par la vase dans lequel reposait le corps » et à France Inter « espérer que la justice passera » et « que les assassins soient châtiés ». Selon lui, « aucune constatation n'a été faite sur les lieux », le cadavre du ministre étant « très rapidement » mis dans l'hélicoptère pour être transporté à l'hôpital Lariboisière puis à l'institut médico-légal.

#### Chaussures et portefeuille du ministre
Un plongeur a remarqué que les chaussures du mort sont propres, alors que les chaussons des plongeurs, venus récupérer la dépouille, sont, eux, souillés de vase,. Mme Anzani, présidente de la chambre d'accusation de la cour d'appel de Paris, dans son ordonnance de non-lieu en 1992, affirme que les pompiers ont traîné le corps sur le sol, ce qui aurait eu pour effet de nettoyer le tout, mais c'est démenti par des témoignages diffusés par Canal + en 2002/
Le procureur Robert Barbat maintient cependant sa première version selon laquelle « le cadavre a été sorti de l’eau assez brutalement par les pompiers, qui l’ont tiré par les pieds face contre le fond de l’étang et ont heurté la bordure en pierre ».
Le portefeuille de Robert Boulin est resté sec, mais aucune information ne fut donnée sur l'endroit où il a été retrouvé. Cette allégation est réfutée par le commissaire Tourre, qui précise que le portefeuille en crocodile noir du ministre a été retrouvé à l'intérieur du vide-poches du véhicule.

#### Constat du médecin réanimateur
Comme le veut la procédure, un médecin réanimateur est dépêché immédiatement sur place. Resté sur place « un quart d’heure », avant d’être « mis à l’écart » après l’arrivée des policiers et des différentes autorités à l’étang Rompu, il n'a pas touché le corps, l'examinant attentivement depuis la berge, et n'a pas été entendu lors de l'enquête initiale menée par le SRPJ de Versailles : « Visiblement, nous n’étions pas les bienvenus », se souvient-il. Autre anomalie selon lui : aucun compte rendu écrit des pompiers de Rambouillet ne sera recherché, à l’époque par les enquêteurs. Pourtant, « j’ai dû faire un petit rapport [écrit] comme à chaque sortie », assure ce médecin réanimateur.
Lorsqu'une nouvelle enquête sera ouverte 37 ans plus tard, il signalera à la juge d'instruction Aude Montrieux le 19 janvier 2016 ses constatations lors de la découverte du corps : « Tout de suite, ce qui nous a sauté à l’idée, c’est qu’il était dans l’eau, mais pas dans la position d’un noyé. Il était à quatre pattes, un bras en l’air et un autre vers le bas. […] On avait l’impression qu’il avait été placé mort dans l’eau, parce qu’il n’avait pas la position d’un noyé dans l’eau. À priori, il devait être mort avant. […] Il était presque à genoux. […] Il était comme assis, c’est-à-dire qu’il était comme dans une position assise mais penchant vers le bas. […] Un noyé aurait été à plat sur l’eau. […] Il n’avait pas la position d’un noyé, pas du tout. […] Vu sa position dans l’eau, ce n’était pas possible que ce soit un suicide. » Ce témoin assure que le visage du ministre se trouvait « hors de l’eau, ce qui n’est pas courant, non plus, pour un noyé. Normalement, les noyés ont le visage dans l’eau. Son visage n’était pas totalement hors de l’eau, mais aux quatre cinquièmes hors de l’eau. Sa tête était un peu sur le côté, le visage tourné vers la berge. […] Toute la tête n’était pas sous l’eau. » Ce témoignage recoupe celui de l’ancien gendarme Francis Deswarte, présent sur place à l’époque, qui avait témoigné publiquement en 2011. Le médecin réanimateur se souvient également de l’état du visage du ministre, « très traumatisé » et qu'un pompier lui a dit : « Tiens, on dirait qu'il sort d'une malle »,. Il explique à la juge avoir « pensé [que Robert Boulin] avait été battu », à la suite d’ « une bagarre » car « il avait des ecchymoses sur le visage, des éraflures et le dos un peu bizarre, comme une bosse de buffle au niveau cervical bas. […] [Son visage] était éraflé, presque griffé. Je me souviens d’une bosse au niveau du dos. ».

## Autopsie partielle de 1979 et rapport toxicologique

### Polémique sur les demandes de la famille
Le corps du ministre est héliporté de l’Étang rompu pour l'amener à l'autopsie dans le laboratoire de toxicologie.
Le journaliste Jacques Derogy, qui croit au suicide, a raconté dans un livre publié dès 1981 que Marcel Cats, chef de cabinet de Robert Boulin, se disant mandaté par la famille, s'était opposé, pendant quatre heures, au « charcutage sacrilège » de la dépouille. La famille Boulin n'a cependant jamais demandé ce que Marcel Cats a prétendu qu'ils avaient demandé, selon l'enquête d'Envoyé spécial,,. Et selon le documentaire de Despratx et Nicolas, diffusé 21 ans plus tard par 90 Minutes, le substitut du procureur de Versailles, Daniel Leimbacher, présent sur les lieux, avait rappelé que Marcel Cats ne représentait que le gouvernement.
Finalement expulsé par Jacques Bailly, médecin légiste, Marcel Cats a cependant obtenu selon Jacques Derogy qu'« on l’abîme le moins possible ». D'où selon lui l'accord du magistrat et des praticiens pour limiter le nombre des examens aux constatations habituelles des noyades, tout en conservant les prélèvements effectués sur les poumons et les viscères.
« L'examen du crâne n'est pas effectué sur directives du procureur de la République », peut-on lire dans le rapport d'autopsie, alors même que le visage de Boulin est largement tuméfié.

### Commentaire des deux médecins légistes
L'autopsie de 1979 est incomplète : elle n'est pas pratiquée sur la tête du ministre. Les deux médecins légistes étaient absents de l'autopsie. Dans leur livre de 1993, il est précisé que Roger Le Breton n'aurait jamais accepté de participer à une autopsie incomplète et qu'il était le même jour appelé à une déposition dans un autre dossier, l'affaire du talc Morhange. Selon ce livre, sans autopsie complète, et compte tenu des photos et de l'apparence du visage tuméfié, il s'imposait d'effectuer au moins des radios du crâne et les deux médecins présents à l'autopsie ont signalé par écrit les anomalies.

### Mort sur le dos
À la deuxième page du rapport d'autopsie de 1979, les médecins légistes Jacques Bailly et André Deponge signalent que les lividités cadavériques, concept très connu en médecine légale car permettant de certifier la position d'un cadavre dans les heures qui suivent la mort, sont au « niveau de la face postérieure du corps ». Comme si le corps était resté allongé sur le dos après le décès, alors qu'il a été retrouvé le ventre en bas dans l'eau, en contradiction avec la pesanteur, laissant présager qu'on a changé le cadavre de position, selon le traité Éléments de médecine légale, du Pr Léon Dérobert, qui fait autorité.
On peut « s'étonner qu'aucun magistrat ni aucun avocat n'en ait tiré parti plus tôt », souligne dès 1988 dans L'Express James Sarazin, journaliste spécialiste de l'Affaire Boulin, qu'il suivait déjà avant le décès.

### Valium retrouvé dans le sang mais pas l'estomac
Les médecins Roger Le Breton et Juliette Garat écrivent dans un rapport toxicologique d'une quarantaine de pages, rédigé après l'autopsie qu'« il a été mis en évidence dans le sang et les viscères des quantités importantes de diazépam, principe actif du Valium », mais pas dans l'estomac. Dix jours après le décès, questionnée dans la presse sur le Valium, son épouse avait répondu qu'il peut venir de l'armoire à pharmacie où elle en avait en prévision de crises éventuelles de tétanie, même si elle ne l'avait pas utilisé depuis un an. Sa fille se souvient qu'elle a répondu plus tôt aux enquêteurs que le tube était presque plein.
Les teneurs sont de 1,2 milligramme par litre de sang et 6,6 milligrammes par kilo d'échantillon dans les viscères, correspondant à une dose de 80 milligrammes soit deux fois la dose maximale prescrite par les médecins (5 à 40 milligrammes). Ce calmant qui entraîne perte de vigilance et somnolence est parfois utilisé par les violeurs ou pour extorquer une signature, mais son effet est annulé par l'entrée dans une eau à dix degrés, Boulin étant par ailleurs réputé excellent nageur, très actif. Il avait effectué dix jours avant un contrôle de routine avec tests biologiques et électrocardiogrammes, ne montrant aucun problème, selon son médecin de famille, le docteur Boustra.
Aucune trace de valium n'est toutefois trouvée dans son estomac. L'estomac ne contenait ni alcaloïdes ni barbituriques non plus. L'analyse y trouve les minuscules débris d'un comprimé qui n'a aucun lien avec ce type de médicament. Le rapport de toxicologie montre qu'on lui a injecté du valium quelque temps avant le décès car mort, il n'aurait pas circulé dans le sang.

### Disparition de bocaux sous scellés
Le 6 octobre 1980, le docteur Juliette Garat découvre que les bocaux où étaient conservés, sous scellés, les échantillons de sang, ont disparu,,.
En 1984, ce sont les poumons qui sont déplacés et enterrés à Thiais puis jamais retrouvés. Le 2 décembre 1985, les médecins Roger Le Breton et Juliette Garat sont chassés du laboratoire de toxicologie malgré les dispositions statutaires l'interdisant, et une quantité d'archives importante est mise dans 50 cartons et sacs poubelles à la demande de la nouvelle directrice arrivée le jour même, avec ordre de les déposer dans un garage d'Ivry-sur-Seine.

## Lettres posthumes attribuées à Robert Boulin

### Révélations parLe Parisienpuis l'AFP etSud-Ouest
L'authenticité de lettres revendiquant le suicide a été contestée dès le début. Leur existence est révélée par l'arrivée dans les kiosques, au petit matin du 31 octobre, lendemain de la découverte du corps, d'un article de Thierry de Cabarus et Jean Pingeot, dans Le Parisien, précisant que le ministre a roulé "une vingtaine de minutes" sur l'autoroute de Chartres, puis dans le village de Monfort L'Amaury, déposé "deux lettres, l'une adressée à Jacques Chaban Delmas et l'autre au Monde. Aucune des deux ne sera retrouvée. L'Agence France Presse, qui en a reçu une troisième, longue de cinq pages et sans annotation, publie dès 9 heures du matin son texte intégral, accompagné d'une photo montrant que ce n'est pas un original. Dans son livre le commissaire Alain Tourre parle au contraire de « la lettre originale (celle adressée à l'Agence France Presse) à partir de laquelle ont été réalisées des copies pour les autres destinataires. », mais ce document n'est jamais apparu dans le dossier d'instruction. Il est resté introuvable.
Le quotidien régional Sud-Ouest publie à son tour, dans son édition du 1er novembre 1979, une photo de l'intégralité des cinq pages qu'Alain Ribert, correspondant du journal à Libourne a également reçues par la poste, après avoir émis la veille des doutes sur le suicide: "une explication parmi d'autres, les révélations de plusieurs journaux parisiens". Aucun autre destinataire supposé n'a publié de document et Le Monde publié plusieurs articles pour s'étonner de n'avoir rien reçu.

### Contenu
Le ministre annonce son suicide, en quelques mots, au tout début et à la toute fin des cinq pages, avec sa signature au bas,, mais le reste du texte n'en parle à aucun moment et ne l'explique pas : il est intégralement consacré à une solide et précise argumentation sur l’affaire de Ramatuelle, destinée à la presse.
La lettre se termine ainsi par « je préfère la mort à la suspicion, encore que la vérité soit claire. Que ma famille, si unie et que l'on commence à attaquer scandaleusement, se resserre encore davantage dans le souvenir, non altéré, que je pourrai laisser où j'ai servi l’État et mon pays avec passion et désintéressement. Je vous prie de croire, Messieurs, à mes sentiments dévoués. ». La copie reçue par Sud-Ouest comporte la mention manuscrite : « Merci à la constante amitié des Libournais qui savent ma rigueur et mon honnêteté en 20 ans de gestion. »
Le Monde  daté du lendemain, cite la réaction de "proches" collaborateurs du ministre à la publication du texte par l'AFP, se demandant "à quel moment" Boulin a écrit sa lettre, dimanche ou lundi, ce qui selon eux permettrait de savoir pour quelle raison. La famille "ne croit pas au suicide du ministre" révèle dès le 5 novembre Sud Ouest. Selon elle, il s'agit d'un texte authentique de Robert Boulin, auquel a été ajouté un début et une fin, ne correspondant pas au reste du texte. La première phrase de la première page, « J'ai décidé de mettre fin à mes jours », serait en effet décalée du reste du texte. Or, cette phrase, ainsi que les dernières lignes, sont les seuls passages de la lettre à faire référence à une intention suicidaire.

### Destinataires

#### Les cinq lettres présentes au dossier
De nombreuses lettres identiques auraient été reçues par de nombreux destinataires, avec souvent des annotations, selon un livre publié des décennies plus tard par le commissaire Tourre et des journalistes reprenant sa thèse du suicide, mais leur nombre et l'identité exacte des destinataires ne figure pas au dossier, où seulement cinq lettres sont présentes, selon le livre du commissaire Leclair, dont les trois seules reçues par des médias: AFP, Sud-Ouest et Minute. La dernière des trois, adressées au journal Minute, n'a jamais été publiée et ne serait pas annotée[réf. nécessaire].
Le Parisien, le premier a révéler l'existence de lettres avant qu'aucune ne soit reçue parle de seulement "deux lettres", probablement de source policière, qui ne seront jamais retrouvées. Dans son premier article publié après le décès, le journal précise d'autres bribes de détails, non sourcés, visant à justifier le lieu où le corps a été trouvé Boulin: comme "tous les initiés en matière de vènerie, il lui est arrivé de se rendre à l'étang rompu, afin d'y surprendre, la nuit venue, les biches et les cerfs s'y désaltérer", avec "d'autres cavaliers du club hippique de Saint-Léger, qu'il a fréquenté de 1970 à 1972". Son fils, source éventuelle de ce détail, n'a pourtant pas retrouvé cet étang au bord de la départementale en cherchant son père dans la nuit. Selon ce même article du Parisien, Bertrand Boulin "laisse lui aussi entrevoir ses doutes sur le suicide" en déclarant "j'ai déjeuné avec lui lundi (ndlr, la veille de sa mort). Il avait l'air serein et rien de laissait présager son geste".
Le journal cite aussi son entourage qui déclare que "rien ne laissait entrevoir une telle issue" et que Boulin "a même évoqué le discours qu'il comptait prononcer devant l'OCDE deux mois plus tard à Bruxelles". Titré "Aux étangs de Hollande", l'article cite le colonel de gendarmerie qui a découvert le corps, arrivé par le "chemin des vaches", reliant sur plusieurs kilomètres l’Étang Rompu aux vrais étangs de Hollande". Un autre, signé de Jacques Poncharal, est titré "Robert Boulin tué par des mots", tandis que Libération titre le même jour "Suicide de Boulin, la chasse aux canard est ouverte", en référence au Canard Enchaîné.
Huit ans plus tard, le juge Corneloup demandera le 28 octobre 1987 à la brigade criminelle de retrouver le postier de Montfort-l'Amaury qui aurait vu passer ces lettres selon les enquêteurs, mais ces derniers lui répondent que c'est impossible, car le postier serait alors en Guadeloupe. Il est cependant retrouvé par des journalistes en consultant l’annuaire, et à ce moment-là est simplement affecté à un bureau de poste en Bretagne. Au journaliste Benoit Colombat, qui lui rend visite puis le cite dans son livre de 2005, il précise n'avoir jamais de sa vie été en Guadeloupe.

#### Les autres lettres évoquées
Robert Barbat, procureur de la République à Versailles en 1979, a parlé dans la presse en 2011 de douze lettres. Parmi les autres destinataires, selon le livre du commissaire Tourre, Alain Peyrefitte, Maître Maillot, le bâtonnier Bondoux , Achille Peretti, maire de Neuilly, Jean Mauriac, Patrice Blank et Gérard César. L'exemplaire reçu par le commissaire Samissoff, de Neuilly serait annoté : « pour recherche et rendre compte », avec des informations sur la personne à prévenir en priorité (Eric Burgeat) et la localisation de l'étang[réf. nécessaire], alors que sa recherche a pris plus de deux heures trente.
Jacques Chaban-Delmas aurait, lui, reçu deux lettres, une à l’assemblée nationale le mercredi 31 octobre 1970, et une autre quelques jours après le décès du ministre à la mairie de Bordeaux, devant Éric Carlsberg, expert foncier et membre du Grand conseil de Bordeaux de 1977 à 1995, qui n’a jamais été versée au dossier judiciaire : quand un juge d’instruction réclame, le 19 mars 1985, cette lettre à Chaban-Delmas, celui-ci explique l'avoir égarée. Éric Carlsberg assure que Chaban-Delmas lui aurait expliqué que la lettre reçue devant lui « était un faux et qu'à ses yeux, Robert Boulin avait été assassiné » ; la signature de Robert Boulin à la fin du courrier « comportait une mention secrète utilisée par les deux hommes dans la Résistance », censée signifier que le contenu de la lettre était faux.
Le médecin Pierre Simon, ami franc-maçon de Robert Boulin, explique que le jour de la découverte du corps, « le procureur ou le commissaire de Versailles » l’appelle « le matin » pour lui dire qu’il va « recevoir au courrier du soir une lettre de Boulin »..). Il ne souhaite pas faire état de l'annotation personnelle qui y est portée mais déclarera cependant plus tard : « la lettre que j'ai reçue comportait deux lignes manuscrites qui sont parfaitement authentiques. Non seulement il s'agit bien de l'écriture de Robert Boulin, mais il emploie des mots et des expressions que nous partagions […] Pour moi la conclusion est claire : il s'est donné la mort par raison d'État. »

### Authentification
L'ADN du ministre ne figure sur aucune des lettres reçues. La presse n'a jamais publié de photographie d'un original des lettres. Selon le journaliste de l'AFP qui a publié des enquêtes sur l'affaire Boulin, son entreprise n'a pu donner aux policiers que ce qu'elle avait reçu: une photocopie, après avoir publié intégralement le texte reçu, dont le contenu dissipait les accusations du gouvernement et du PCF contre Le Canard enchaîné : la lettre ne se plaint à aucun moment du journal ou de la presse, malgré sa longueur de cinq pages.

### Témoignage de Françoise Lecomte, secrétaire du ministre
La secrétaire du ministre Françoise Lecomte a témoigné que Robert Boulin lui a fait taper une lettre qui ressemble mot pour mot à la lettre posthume attribuée, un peu plus tard, au ministre, excepté les mentions suicidaires du début et de la fin. Selon elle, Boulin le lui a demandé le jour même de sa disparition, le 29 octobre 1979, et le document publié par l'AFP puis Sud-Ouest n'est qu'un montage de photocopies, ajoutant au début et à la fin quelques mots pour mentionner un suicide, dans une lettre n'en parlant pas et dont il n'est pas l'objet.
Françoise Lecomte s'est aussi étonnée du recours à un papier à en-tête obsolète du « Ministère du Travail », que Robert Boulin n’utilisait plus à cette époque car disposant d'un nouveau papier à en-tête du « Ministère du Travail et de la Participation ». De plus, le nom de Robert Boulin apparaît dans le premier tiers gauche de la dernière page, alors que celui-ci l'inscrivait systématiquement à droite.
Ce témoignage contredit formellement l'hypothèse contenue dans le livre publié dès 1981 par les journalistes d'investigation Jacques Derogy et Jean-Marie Pontaut, basé en grande partie sur les sources policières. Selon ce livre, ce droit de réponse au Monde aurait été jugée non pertinent par les collaborateurs de Boulin lors de la réunion de cabinet du 29 octobre 1979. Boulin l'aurait "tapé à la machine" à son domicile la veille, le dimanche 28 octobre puis serait retourné au ministère en fin de journée le dimanche pour le photocopier en une dizaine d'exemplaires, tout en le jetant ensuite au panier le lundi en début d'après-midi, en raison de l'avis de ses collaborateurs, en même temps que quelques exemplaires de sa lettre « posthume ».
En février 2011, Robert Barbat, procureur de la République à Versailles en 1979, a déclaré dans la presse qu'une expertise a établi que la machine à écrire personnelle du ministre « a servi à taper les douze lettres adressées par Robert Boulin à des personnalités pour expliquer son suicide ». Le livre du commissaire Alain Tourre affirme même que « le commissaire Edy Kling […] prend la précaution d'effectuer sur la machine à écrire Olympia une frappe de référence dans la perspective d'un examen technique ultérieur. Les travaux sont effectués par l'IPP Bernus, chef du SRIJ de Versailles […]. Il conclut que le projet de réponse destiné au Monde et le message alarmiste faisant état des intentions suicidaires de Boulin, ainsi que la lettre posthume adressée à l'AFP et son annexe ont bien été tapées sur ladite machine à écrire. La ligne décalée « J'ai décidé de mettre fin à mes jours » où l'on retrouve les mêmes alignements et les mêmes caractéristiques de chasse, a également la même origine de frappe. »
Mais selon les enquêtes de journalistes, le rouleau encreur de la machine à écrire du bureau de Robert Boulin n'aurait pas été saisi immédiatement, puis aurait disparu dans les locaux de la police judiciaire, tandis que l'inspecteur qui a interrogé Éric Burgeat, le 30 octobre 1979, a tapé sa déposition sur la machine du ministre comme l'indique cette déposition elle-même.

## Photos du corps obtenues en 1981 et contre-autopsie de 1983

### Photos obtenues enfévrier 1981
La famille a réclamé des photos du corps à sa découverte et contesté les affirmations du procureur selon lesquelles elle aurait refusé l'autopsie complète. Ces photos n'ont été obtenues par son avocat qu'en février 1981, 15 mois après le décès. Deux versions contradictoires vont alors exister, concernant les poumons de la victime, qui ne témoigneraient pas d'une noyade et son visage, qui aurait reçu des coups, avec un ou des objets.
Ces photos montrent un saignement de nez qui semble incompatible avec une noyade, un visage bleu et enflé qui pourrait montrer qu'il aurait été battu. Les enquêteurs ont effectivement relevé, une fois le corps de Robert Boulin sorti de l'eau, de légères « érosions » et des ecchymoses dans la zone frontale, au niveau de la paupière et de la pommette droite, au-dessous de l'œil gauche et de légères coupures au niveau de l'arête nasale, sous le nez et sur la lèvre supérieure. Le visage est d'une couleur rouge violacée, de même que la partie supérieure du tronc.
Les photographies de l'identité judiciaire montrent que Robert Boulin porte une entaille à la limite du poignet et de l'avant-bras droit [réf. nécessaire] alors qu'il a été démontré que celui-ci ne s'était fait aucune blessure à cet endroit jusqu'au départ de son domicile. Cependant l'ordonnance de non-lieu ne fait pas état de cette blessure, qui n'a pas donné lieu à une analyse ou une expertise.

### Contre-autopsie denovembre 1983

#### Demande d'examen anatomopathologique du28 septembre 1983
Le 28 septembre 1983, l'avocat de la famille Jacques Vergès demande un examen anatomopathologique, afin de comparer les particules contenues dans les poumons du ministre avec des prélèvements d’eau de l’étang Rompu.
Cette analyse n'est jamais effectuée en raison de la disparition des poumons du défunt, au cours de l'année 1984, et les prélèvements d’organes conservés à l'Institut médico-légal sont tous détruits.
Le préfet de police de Paris, M. Jean Daubigny, ordonne la destruction de la série bis des prélèvements. La destruction est exécutée par Michelle Rudler, directrice de l’Institut médico-légal, sans que la famille ni le magistrat instructeur en soient avertis, alors que seule l'autorité judiciaire est habilitée à prendre cette décision. Un courrier de l’expert de l'Institut médico-légal dépositaire des scellés, le professeur Roger Le Breton, avait pourtant informé le préfet Jean Daubigny de toutes ces modalités et insisté sur la nécessité de conserver ces prélèvements.
Le 30 avril 1987 : avec son nouveau conseil, René Boyer, la famille Boulin obtient du garde des Sceaux Albin Chalandon l'aide judiciaire pour financer les coûts d'exhumation des bocaux contenant les derniers prélèvements d’organes du ministre censés se trouver sous un monument à la gloire des donneurs d’organes, au cimetière de Thiais.
Après des fouilles infructueuses au cimetière de Thiais, la famille Boulin découvre que les ultimes prélèvements d’organes du ministre n'y sont pas enterrés, contrairement à ce que la justice et la police avaient indiqué.
La partie civile doit porter alors plainte pour « destruction de preuves ». Plus tard la justice reconnaît l’élément de fait (les preuves ont bien été détruites) et la demande fondée en droit (les pièces ne devaient pas être détruites), mais la partie civile est déboutée, « l’intention de nuire » n’étant pas reconnue.

#### Hématomes, fractures faciales et traces de corde
Une contre-autopsie est ordonnée en 1983 à la demande de la famille de Robert Boulin, qui dénonce des incohérences nombreuses qu'elle a découvertes dès le début 1981 sur les photos : visage meurtri comme s'il avait été passé à tabac, fractures du visage, aucune trace de boue sur ses chaussures, corps trouvé sur le ventre alors qu'il est mort sur le dos, et prélèvements disparus.
Cette deuxième autopsie est effectuée le 16 novembre 1983 à l’hôpital Pellegrin de Bordeaux après exhumation du corps, par les professeurs Pierre L'Épée, Henri-José Lazarini et Gérard Delorme. Ses résultats sont connus quelques jours après. Les trois médecins légistes bordelais estiment que la première, réalisée en 1979, a été « bâclée » et « incomplète », avec par conséquent « des conclusions peu démonstratives ».
Les légistes constatent que le corps a subi des soins de thanatopraxie et un embaumement « illégal » et « clandestin ». Ils concluent à « un traumatisme appuyé du massif facial, du vivant de Robert Boulin », sans se prononcer sur son origine ni ses conséquences : ce traumatisme appuyé peut avoir contribué au décès, ou l'avoir causé, mais ce n'est pas non plus suffisant pour qu'il soit « crédité » du décès à lui seul.
L’assistant qui réalise cette deuxième autopsie se dit « surpris » et « choqué » car il a clairement identifié comme une « trace de corde circulaire au poignet droit » et « un hématome derrière la boîte crânienne », gélatineux, bleuté, qui ne peut s'expliquer par la position dans le cercueil. Sa conclusion est : « Pour moi, il a été assommé ! ».
Le docteur Daniel Jault, qui assista également à l'autopsie, explique des années plus tard : « On a tous pensé qu'il avait été liquidé » mais reconnaît : « […] je n'ai pas de preuve ! Je n'ai qu'un faisceau d'éléments concordants sur lequel j'ai bâti ma conviction. Mais il était impossible d'établir les choses de façon certaine. Le rapport scientifique ne pouvait pas aller au-delà de ce qui a été écrit. »
La « trace de corde au poignet », visible sur les photos de la sortie du corps de l’eau ne correspond pas à une blessure antérieure selon Alain Morlot, kinésithérapeute de Robert Boulin, qui l'a massé la veille de sa disparition.
Selon les contre-experts, la radiographie très partielle du crâne, réalisée par Francis Kannapell lors de la première autopsie, n'avait pas permis de déceler deux fractures faciales au nez et au maxillaire gauche. Interrogé deux décennies plus tard, par téléphone, dans le documentaire de Despratx et Nicolas diffusé en 2002 dans 90 Minutes sur Canal+, ce radiologue reconnaît qu'il s'était limité à la recherche de balles, donc avait sur consigne volontairement restreint ses investigations.
De son côté, Claude Richir, ancien responsable du laboratoire de l’hôpital Pellegrin, déclare avoir constaté une fracture des os propres du nez, pouvant difficilement résulter d'une chute. On doit, selon lui, envisager la possibilité d'une mort « consécutive à de petites hémorragies multiples diffuses dans le cerveau, comme chez les boxeurs après un KO mortel ».

#### Requête contre le procureur et plainte en diffamation
Le 15 janvier 1984 : Bertrand Boulin déclare à la presse avoir vu des dossiers sortis par son père avant sa mort en septembre 1979 ; ils concernaient Elf, Dassault, la Sécurité sociale et l’Arabie saoudite.
Au même moment, la fille d’Alexandre Sanguinetti, cofondateur du Service d'action civique (SAC), révèle que son père lui avait dit que « les dossiers de Boulin concernaient une série de facturations diverses et variées de grosses sociétés, françaises ou étrangères, qui servaient au financement occulte des partis, et notamment du RPR ».
L'autopsie du 16 novembre a entre-temps été complétée par des examens les 6 et 26 décembre 1983, mais c'est seulement le 17 janvier 1984 après la déclaration de Bertrand Boulin le 15 janvier que Colette Boulin et ses deux enfants sont reçus par Michel Maestroni, juge d'instruction, pour leur présenter les résultats du rapport d'autopsie.
Le lendemain de cet entretien, 18 janvier 1984, à la suite de la communication officielle des résultats de la deuxième autopsie, venus sur les marches du palais de justice de Paris, la famille Boulin rend publique une requête adressée au procureur de la République de Versailles Robert Barbat, dénonçant son « imposture », sa « forfaiture » et ses « communiqués mensongers ». Ils l'accusent d'avoir ordonné en 1979 au médecin-légiste « de se livrer à une autopsie incomplète » et d'avoir voulu « soustraire les assassins au bras de la justice.»
La requête conteste, entre autres, l'embaumement pratiqué sur le corps sans l'accord de la famille, en évoquant un maquillage de cadavre et une « momification comme Toutankhamon ». Le magistrat Robert Barbat réagit en qualifiant ces initiatives de « terrorisme intellectuel au sein de la procédure pénale ».
Le ministre de la justice, Robert Badinter, porte plainte le surlendemain contre Colette Boulin et ses enfants pour diffamation envers un fonctionnaire public. Cet épisode entraîne cependant le dépaysement de l'instruction, souhaité par la famille. Elle est reprise, cette fois à Paris, par Yves Corneloup.
À la suite de cette plainte, la famille est condamnée quatre ans après à verser 8 000 francs pour diffamation envers un magistrat, le jugement déclarant que les prévenus « ne pouvaient, au motif que celle-ci ne répondait pas à leur attente, s'attaquer à un magistrat du parquet pour le rendre responsable de manquements professionnels particulièrement graves. ».

#### Polémiques dejanvier 1984
La plainte en diffamation de Robert Badinter est suivie de trois articles dans le quotidien Le Monde du 19 janvier.
- Un éditorial de Bruno Frappat y dénonce le « lent travail de la calomnie » et « une famille qui n'a pas pu, plus de quatre ans après le drame, faire le deuil de son héros et tente un exorcisme où paraît entrer un désir désespéré d'éloigner tout sentiment de culpabilité » et son avocat doué pour « la provocation permanente » mais aussi « sur les ondes surtout -des relais pour transmettre fidèlement, et en toute hâte, les thèses les plus folles de la partie civile »[105].
- Un autre article à charge, de Laurent Greilsamer, accuse aussi la famille et son avocat Me Vergès d'« agrandir et exploiter » une « une part de querelle d'experts » et reproduit cette phrase alambiquée des contre-experts « nous estimons que s'il y a eu traumatisme appuyé du massif facial du vivant de Robert Boulin […] on ne peut cependant totalement éliminer une manipulation brutale du cadavre après sa découverte » ou « une lésion osseuse produite par aiguille de Reverdin (aiguille chirurgicale) ou autre lors de la solidarisation labiale (manœuvre de présentation du corps à la suite de l'autopsie) »[100],[108].
- Un troisième article du Monde du 19 janvier, de Claudine Escoffier-Lambiotte, responsable de la chronique médicale, justifie le fait qu'il n'y ait pas eu de recherche de diatomées dans les poumons ni de prélèvement d'eau de l'étang pour comparaison, argument repris en 2012 dans le livre du commissaire Alain Tourre, chargé en 1979 de l'enquête à la PJ de Versailles, selon qui la présence d'eau dans l'estomac et les tissus pulmonaires suffit à « apporter la preuve de cette noyade »[50]. « Un tel examen histologique (des tissus pulmonaires) ne relève-t-il pas du pinaillage lorsqu'on sait, par la première autopsie, que l'estomac était rempli d'eau, que les poumons étaient également gonflés d'eau, qu'ils présentaient des lésions d'ecchymoses caractéristiques et qu'une mousse aqueuse emplissait la trachée jusqu'aux grosses bronches[109] ? », s'emporte Mme Lambiotte, reprenant des informations policières rapidement invérifiables, ces poumons placés sous scellés, ayant disparu dès 1984, tout comme la langue et le larynx[97], l'affirmation qu'ils ont été enterrés à Thiais se révélant ensuite erronée[e] car ils ont été brûlés, selon des investigations ultérieures[110].

Dans son ouvrage de 1992, Morts suspectes, le médecin légiste Raymond Martin, qui a lu les deux rapports d'autopsie, regrette, lui, l'absence d'examen anatomo-pathologique qu'il explique par un « consensus » prévalant selon lui en faveur du suicide, et qu'il partage, ainsi que par la volonté des proches du ministre, qu'ils ont pourtant démentie.

#### Les suites: le rapport d’expertise médico-légale en 2020
Un nouveau rapport d’expertise médico-légale est ordonné par le juge d’instruction — un an et demi après la demande de Marie Dosé, avocate de Fabienne Boulin —. Ce nouveau rapport d’expertise médico-légale établit, le 24 septembre 2020, qu’« il est impossible d’affirmer que Robert Boulin se soit suicidé par noyade dans l’étang profond de 60 centimètres d’eau et de vase ».

## Réactions immédiates à la découverte du corps

### Accusations des deux premiers jours contre le "Canard Enchaîné"
Le jour de la découverte du corps est, dès le matin, celui d'un tir nourri des politiques contre l'enquête publiée six jours avant par le "Canard Enchaîné", avec immédiatement une série de dépêches de l'AFP comparant ce drame à l'affaire Salengro, reprises par les télévisions publiques.
Dès le matin de la découverte du corps, l'Agence France-Presse (AFP) diffuse une série de dépêches ayant pour titre, avec un point d'interrogation « Une nouvelle affaire Salengro ? », car plusieurs politiques polémiques accusent le Canard Enchaîné et parlent déjà de suicide.
Mais ce choix éditorial est fortement critiqués par les syndicats de journalistes de l'AFP et le directeur de l'information de l'entreprise Jean Huteau, qui désavoue la dépêche en pleine conférence de rédaction. Dans un livre de 1992 il répètera que « le rapprochement avec l'affaire Salengro a été fait à la demande d'un rédacteur en chef adjoint et implique une cascade de prises de positions inadmissibles pour une agence », tenue par la loi à un statut de neutralité et effectuées « sans preuves » ni source qualifiée.
Une contre-attaque est lancée dès l'après-midi dans l'éditorial du "Canard Enchaîné" envoyé à l'imprimerie: "croyant nous accabler, les grands moyens officiels et officieux d'information n'ont pas manqué - avec quel empressement - d'évoquer l'affaire Salengro, de rappeler le suicide de ce ministre du Front populaire, victime en 1936 d'une campagne prolongée de calomnies et de fausses nouvelles. Nous n'avons pas à nous défendre contre les accusations de ces prétendus censeurs".
L'hebdomadaire déclare n'avoir "failli à la déontologie de notre profession" à "aucun moment" et seulement publié "des documents sur lesquels, de son côté, la justice s'appuyait pour mener son instruction", en ajoutant la version du ministre du travail, après l'avoir "rencontré, à sa demande", entrevue qui lui "a été vivement reprochée" dès le lendemain matin, "en plein conseil des ministres, par M. Giscard d'Estaing". Il rappelle aussi que Robert Boulin "avait ensuite fait paraître une mise au point à l'AFP, à laquelle  préparé des réponses, point par point".
Ce texte n'éteint pas pour autant la polémique: "la loi doit être modifiée" pour "prévoir la disparition définitive d'un journal condamné pour diffamation, et une lourde peine de prison ferme pour son responsable", déclare le lendemain de l'événement Gilbert Grandval, qui fut en 1955, il est nommé résident général au Maroc puis ministre du travail de 1962 à 1966. Au point que dès le 2 novembre 1979, Jean-Michel Royer, éditorialiste et cofondateur de l'hebdomadaire Le Point  s'inquiète  dans Le Monde d'un lynchage de la presse par les politiques, qui n’ont "pas cessé" de la "désigner comme assassins" à la "majorité silencieuse" et voudraient lui imposer un "carcan" à la manière des royalistes de 1820.
Le lendemain, l'AFP publie la longue lettre de Boulin, intégralement, accompagnée d'une photo du document attestant qu'il ne s'agit pas d'un original mais d'une photocopie. Le texte ne dit pas un mot de l'hebdomadaire, ni de la presse en général mais dénonce explicitement « un garde des sceaux plus préoccupé de sa carrière que du déroulement de l'instruction » et le « maître chanteur » Henri Tournet. Les dépêches AFP sont lues en conseil des ministres et indisposent le président de la République. La figure gaulliste Jacques Chaban-Delmas, ami de Boulin, qui avait visé le Canard enchaîné « rectifie ses accusations », s'en prenant cette fois à celui qui a transmis des dossiers et dès lendemain, il rectifie car « mieux informé des dessous politiques de l'affaire », observe L'Express de la même semaine.
L'hebdomadaire satirique consacre cependant encore deux éditoriaux à se défendre la semaine suivante et le 9 novembre, son éditorial estime que « les télescripteurs de l'AFP ont servi à souffler aux rédactions françaises et étrangères le fameux coup de Salengro destiné à faire endosser au Canard la responsabilité de la mort du ministre ».
Le fils du ministre déclare le même jour que son père "était très éprouvé" par "certains articles de presse qui ont mis son honnêteté en cause" mais rappelle aussi qu'il n'était pas dépressif, et "avait l'air serein" lorsqu'il déjeuné avec lui quelques heures avant sa mort, quand "rien ne laissait présager son geste", le ministre parlant surtout lors de ce repas de son avenir.

### Réaction du gouvernement et des oppositions

#### Gouvernement et télévisions publiques
Côté gouvernement, on n'a pas digéré l'Affaire des diamants de Bokassa, révélée le 10 octobre 1979, peu après la chute du despote africain, par le même Canard enchaîné, qui en fait un feuilleton les 17 et 24 octobre avec de nouveaux documents. En sortant de l'Élysée, le matin de la découverte du corps, le premier ministre Raymond Barre termine son éloge de Boulin par « je vous demande de méditer sur ce que peuvent être les conséquences de certaines ignominies d'une grande bassesse ». L'après-midi, le ministre de l'Intérieur Christian Bonnet déclare au Sénat qu'« on peut tuer par la plume autant que par l'arme » et à la tribune de l'Assemblée nationale, le président et ex-premier ministre Jacques Chaban-Delmas parle « de cet assassinat qui atteint la France et la République », autre allusion à un assassinat par la presse.
À 12 h 45, en ouverture du journal d'Antenne 2, le journaliste Patrick Lecocq annonce que le ministre « s'est vraisemblablement suicidé » puis la journaliste Danièle Breem, correspondante parlementaire de la chaîne, annonce qu'il se « serait bourré de barbituriques […] serait entré dans l'eau des étangs de Hollande et sans doute serait-il tombé ». La mention des étangs de Hollande contraste avec le lieu exact de la découverte du corps, l'étang rompu, qui en est distinct, à même distance de Montfort l'Amaury et dans la même direction mais sur une autre route.
Dans le même journal télévisé, les articles de presse sont déjà évoqués, le Premier ministre Raymond Barre dénonce des ignominies et Jacques Chaban Delmas la calomnie, tout en précisant qu'on lui a dit que Robert Boulin lui a écrit. L'existence d'une série de lettres pouvant expliquer ce suicide par ces articles de presse est aussi évoquée.
Danièle Breem affirme ainsi à l'antenne que ses collaborateurs « se souviennent de l'avoir vu lui-même taper sur sa machine du ministère une série de lettres. Or sa secrétaire dit en avoir posté deux mais on ne sait pas s'il a envoyé les autres et à qui ». L'enquête d'OWNI révélera que la journaliste a été informée dès son arrivée à l'Assemblée nationale par Patrick Ollier, conseiller au cabinet du ministre de la Justice Alain Peyrefitte, et intoxiquée : les lettres n'ont pas été postées mais transmises par porteur et n'ont pas pu être tapées au ministère par le ministre lui-même qui n'avait pas de machine personnelle au ministère.
Bertrand Boulin est interviewé très ému par la 3e chaine alors qu'il vient d'apprendre le décès de son père: « On l'a mis en cause, ça l'a bouleversé. […] On a beau être solide, lorsque l'on vient sur un certain nombre de terrains, […] malgré votre solidité et […] à cause de votre solidité car l'équilibre est fragile, à cause de cette solidité je crois qu'on est fragile », avait-il déclaré.
« Tout le monde était effondré, catastrophé » au Canard enchaîné, se souviennent ses journalistes. Le rédacteur en chef Claude Angéli déclare aux reporters des télévisions, alors toutes publiques, qui ont débarqué dès le matin sans prévenir, que personne de leur chaîne ne s'était présenté lorsque l'hebdomadaire avait la semaine précédente et celle d'avant de graves révélations sur l'affaire des diamants de Bokassa. Les télévisions s'invitent même à l'imprimerie.
Le lendemain, le conseil des ministres du mercredi 31 octobre s'achève par un communiqué indiquant que le président Valéry Giscard d'Estaing y à son tour dénoncé des méthodes "indignes de la France et de la démocratie" et s'est indigné contre "la campagne harcelante" dont son ministre "était l'objet" et estime que "le développement de semblables campagnes doit être sévèrement condamné par l'opinion" car elles "sont contraires à deux principes fondamentaux de notre droit" car elles "visent à atteindre l'homme dans sa dignité, dans sa famille ou dans sa vie privée" et le contraignent à "se conduire en accusé, vis-à-vis duquel on a recours aux pratiques éprouvées de l'insinuation, de la répétition et de l'amalgame".

#### Parti communiste français
Avant tous les autres leaders politiques, le numéro un du PCF Georges Marchais dénonce dès le mardi matin la presse et ses « campagnes de discrédit personnel, nourries d'affirmations sans preuves, d'allusions perfides, de manipulations de faits déformés ou grossis ». Selon l'éditorial de L'Humanité, « la campagne du Canard a abouti à la mort d'un homme ». Georges Marchais en voulait à l'hebdomadaire satirique, qui venait de rappeler son séjour en Allemagne sous l'Occupation,. Dans son édition du 23 mai 1979, l'hebdomadaire satirique avait en particulier reproduit sous le titre : « En surviol de la vie privée - Les mouchards de l'État » l'en-tête et de la conclusion, à ce sujet, d'une note de synthèse des Renseignements Généraux datant de mai 1976, déjà reprise en Allemagne par le magazine Stern.
Une semaine après, Georges Marchais se justifie personnellement de ses propos dans l'Affaire Boulin, où il est, selon ses propres mots, accusé d'avoir « mis en péril la liberté de la presse », car cette « démarche a choqué, au sein du parti communiste », face à ceux qui, comme Georges Séguy, membre du bureau politique du PCF et par ailleurs numéro un de la CGT, pensent que « lorsqu'on exerce des responsabilités publiques, on ne doit redouter aucune investigation dans sa vie ». Il répond le 8 novembre dans un éditorial de "L'Humanité" en estimant que les crises politiques provoquées par des scandales ont toujours, en France, « profité à la droite, voire à l'extrême droite ».
À partir de l'affaire Boulin, Georges Marchais est « parvenu à imposer un certain silence à son sujet, par l'intimidation sans nuances » au sein de la presse et de son parti, selon la biographie écrite l'année suivante par le journaliste Nicolas Tandler.

#### Doutes sur le suicide au parti socialistes
Les doutes sur le suicide au parti socialistes ne sont pas exprimés les premiers jours. Mais si le PCF et les giscardiens accusent le Canard Enchainé d'être le responsable du suicide du ministre, la presse de l'époque reflète des voix clairement discordantes sur la thèse du suicide, en particulier au Parti socialiste, qui confie au député Laurent Fabius une question au gouvernement une semaine après le décès, faisant état d'une très grande perplexité. « Il n'y a pas d'affaire Boulin », répond immédiatement le 7 novembre, Raymond Barre à Laurent Fabius.
Un an plus tard, le sénateur de centre gauche Pierre Marcilhacy dénoncera un « suicide impossible », dans une tribune publiée par le Matin de Paris le 29 octobre 1980, mais il s'était déjà exprimé ainsi juste après le décès en écrivant dans Le Monde le 3 novembre 1979 « je ne comprends ni pourquoi Robert Boulin se serait suicidé dans une affaire qui pouvait compromettre sa carrière ministérielle, mais non entamer son honneur, ni comment il a pu tout seul mettre fin à ses jours ».

#### RPR
Pour tenter de rendre compatible la thèse du suicide avec la minceur de l'affaire de Ramatuelle, des ennuis familiaux ont parfois été imaginés, malgré une famille très unie, éventuelle allusion à la menace d'article contre Bertrand Boulin. Le Monde observe ainsi que « dès le matin du décès, M. Chaban-Delmas avait expliqué à M. Chirac ce geste par des ennuis familiaux. Dans ces conditions, la perspective d'une affaire judiciaire mettant son nom en cause n'aurait été qu'un détonateur […]».
Seulement trois journaux avaient évoqué l'affaire, dont deux qui avaient accepté de rencontrer le ministre. Dans un article très court, Minute avait simplement ironisé sur le fait que Boulin a commis une boulette par maladresse, en tombant dans un piège d'Henri Tournet. Le Canard Enchaîné, après avoir rencontré le ministre, s'était demandé ce que le juge pourrait penser de sa lettre au préfet de 1973, tandis que Le Monde avait exprimé son scepticisme sur l'importance réelle de l'affaire de Ramatuelle, dans une longue enquête détaillée, publiée en deux articles, au « ton modéré » et plutôt favorable au ministre, cependant déçu d'une citation anonyme disant que personne n'est tout blanc ou tout noir, comme le relatera Bertrand Boulin dans un livre écrit en quelques semaines, publié au tout début de 1980, dans lequel il rappelle que son père, 59 ans, hésitait, dans les jours précédant sa mort, à démissionner pour avoir les coudées franches et mieux défendre son innocence.

#### Presse étrangère
Les journaux madrilènes décrivent les circonstances du décès "avec beaucoup de détails" et divergent dans leurs commentaires. Le quotidien conservateur ABC "épouse complètement les thèses officielles", pour dénoncer une "sinistre utilisation de la liberté de la presse", en visant le Canard enchaîné, qui aurait "parfaitement exploitée", via la présentation insidieuse des faits, une "histoire sans la moindre importance". Le correspondant à Paris du journal du soir Informaciones explique au contraire que les journalistes du Canard n'ont fait "que leur métier", déplore qu'on s'en prenne à la presse, et dénonce une "étrange convergence entre le pouvoir et le PCF" dans leur critique du rôle de la presse.

### Doutes de la presse les jours suivants

#### Les fuites dans la presse sur le repas non digéré du défunt
Une semaine après le décès, c'est la montée des rumeurs après les fuites d'informations issues de l'autopsie et de la sortie du corps de l'étang Rompu, présenté à tort comme faisant partie des Étangs de Hollande, où "150 hommes ont procédé aux recherches", et qui fut suivie dès le milieu de la matinée d'un communiqué du parquet de Versailles présentant un suicide comme "l'hypothèse comme la plus vraisemblable" puis de l'autopsie vers midi.
Le quotidien Le Monde daté du 1er novembre, présent dans les kiosques dès la veille, titre sur le fait que Robert Boulin serait mort "vraisemblablement lundi aux environs de 17 heures", l'autopsie ayant constaté que son organisme n'a "pas eu le temps de digérer" le "repas du mardi entre 13 heures et 15 heures", après avoir déjà écrit dès la veille que "la mort par noyade est exclue", ses poumons "étant remplis d'air", d'où selon le journal la probabilité d'avoir "succombé à une forte dose de barbituriques" en attendant le résultat des analyses, qui plus tard infirmera cette hypothèse.
Le quotidien du soir reçoit ces informations quelques heures après que l'AFP a publié la longue lettre du ministre, qui ne mentionne jamais la presse. Le Parisien du 1er novembre réagit aux informations publiées la veille par Le Monde en écrivant que "les premiers résultats de l'autopsie ont montré que le ministre est mort par "asphyxie due à une immersion", la même autopsie montrant que "le ministre se serait donné la mort entre 2 heures et 4 heures du matin". Les articles suivants du Monde n'en restent pas moins sceptiques sur cette thèse du suicide, en relevant minutieusement une succession de contradictions dans les annonces officielles, concernant avant tout l'emploi du temps du défunt, favorisées par "la diligence de certaines sources, parfois officielles" et l'heure de décès alléguée, qui ne s'appuie sur aucun document, générant des pressions des autorités pour disqualifier les informations sur la présence dans l'intestin d'un repas non digéré. Ce scepticisme augmentera encore après la disparition des poumons mais aussi des viscères du ministre à l'Institut médico-légal.
Dès l'après-midi de la découverte du corps, Le Monde avait rappelé que Boulin était la victime de l'Affaire de Ramatuelle, en évoquant déjà un chantage d'Henri Tournet: il "se serait fait plus insistant encore après son incarcération, en juin" et sa mise en liberté sous caution en juillet pour finir par parler à la presse et dans les milieux politiques. Le journal rappelait aussi que Boulin défendait plus ses chances d'accéder à Matignon que son honneur, s'étonnant lui de la relance d'une instruction vieille de plus de quatre ans, au moment précis où il est apparu en "successeur possible de Raymond Barre" et parlant maladroitement mi-octobre à Minute de "sa volonté de faire connaître sa version des faits" avant celle de Tournet. Ce dernier avait aussi transmis au Canard enchaîné une lettre du notaire des premiers acquéreurs de Ramatuelle demandant en novembre 1972 au chef de cabinet de Boulin les avantages fiscaux de la loi Serot.

#### La double apparition du 7 novembre dans l'emploi du temps de Boulin
Le procureur de Versailles Robert Barbat publie le 7 novembre un communiqué pour espérer mettre un terme aux " informations contradictoires " véhiculées depuis une semaine, insister sur "la mort par noyade" et surtout sur "l'emploi du temps du ministre". Ce communiqué évoque pour la première fois deux témoins dont il n'avait jusque-là jamais été question. L'un s'est manifesté le 3 novembre, cinq jours après le décès, pour dire qu'il a vu dans une rue de Montfort-l'Amaury. L'autre serait un préposé des PTT qui aurait "relevé" entre 17 heures 30 et 17 heures 40, les lettres à en-tête du ministère du travail, dont celle envoyée à l'AFP. Il s'agit de réagir aux fuites affirmant que le ministre est mort en fin d'après-midi, les restes de son repas de 14H ayant été retrouvés dans ses intestins et aux propos d'un magistrat du parquet de Versailles selon qui une lettre de Robert Boulin a été "postée peu avant minuit"
Le 9 novembre, un article du Monde titré ironiquement "Heure du décès: 20 heures", commente ce communiqué du procureur de Versailles du 7 novembre: il "apparaît comme singulier" car ses certitudes pour insister sur "la mort par noyade" et "l'emploi du temps" du ministre "semblent plutôt relever de la déduction", en ne s'appuyant que sur un point nouveau, peu détaillé: "Robert Boulin a laissé un indice de son passage à Montfort-l'Amaury en y postant quelques lettres, entre 17 heures 30 et 17 heures 40". Ce communiqué comporte ainsi la double apparition dans le dossier deux détails portant sur la même personne, Boulin, à la même heure et au même lieu, Montfort-l'Amaury: "un témoin, qui serait manifesté que le 3 novembre pour avoir vu le ministre dans une rue, et un préposé des PTT qui relève, entre 17 heures 30 et 17 heures 40, les lettres à en-tête du ministère du travail qu'il adresse à divers destinataires, dont l'AFP", sans qu'aucun détail ne soit donné sur ces deux témoins, ni nom ni précision.
Le journal rappelle dans ce même article du 9 novembre qu'un magistrat du parquet de Versailles a au contraire "longtemps prétendu qu'une ultime lettre de Robert Boulin avait été postée peu avant minuit" et qu'au "matin du 1er novembre, au cabinet du garde des sceaux" il "était désormais bien établi que la mort se situait entre 2 et 4 heures". Ces deux témoins ne seront identifiés que beaucoup plus tard, avec l'aide de la famille, par la presse qui ne cite leurs noms que dans les années 2000, et avec des propos contredisant plusieurs fois le communiqué du 7 novembre. Celui qui a vu Boulin dans la rue est retrouvé  via Bertrand Boulin, qui a obtenu son nom, Pierre Guérinon, et lui téléphone en compagnie d'un journaliste de l'AFP, Francis Christophe. Guérinon lui répond qu'il n'est pas la dernière personne à avoir vu Boulin, sous-entendant que le ministre pouvait avoir été en réalité accompagné ce jour-là. Benoit Colombat, en est informé plus tard par Francis Christophe, et interview ce même témoin le 9 février 2005 et il lui donne deux versions successives lors du même interview: Boulin seul et accompagné.
Fabienne Boulin-Burgeat s'y intéresse à nouveau le 28 octobre 2019 lors d'une reconstitution dans la rue de Paris à  Montfort l'Amaury, lieu où ce témoin a vu son père, sur la portion étroite et pavée d'une quarantaine de mètres qui relie la place de l'église à la rue de la poste, et à un horaire (entre 17H30 et 17H40) où fin octobre la visibilité est faible. Elle s'interroge sur l'existence dès 1979 du "sens unique", qui oblige les voitures à tourner immédiatement après s'être engagés dans la rue, captant toute l'attention de leurs conducteurs: "refaire cet itinéraire" a permis "de voir les incohérences", a déclaré la fille du ministre.
Benoit Colombat a aussi retrouvé le postier anonyme évoqué par le procureur six jours après le décès, lui a rendu visite et l'a fait témoigner 23 ans exactement après la mort du ministre, le 30 octobre 2002 dans une émission de France Inter, en rappelant que le juge d'instruction Yves Corneloup avait obtenu son nom et demandé le 28 octobre 1987 à l'entendre puis constaté que c'était impossible, les policiers lui ayant expliqué qu'il était en Guadeloupe. « J'étais à Saint-Brieuc, et pas en en Guadeloupe », répond alors le postier, en ajoutant qu'il avait en 1979 vu passer des enveloppes épaisses en provenance du ministère du travail, qui n'ont jamais été retrouvées, sans préciser de date. Il ne fait cependant toujours pas partie des quatre nouveaux témoins dont le parquet général vient d'ordonner le 29 octobre 2002 l'audition, par la police judiciaire.
Benoit Colombat cite à nouveau ce postier dans son livre de 2005: il ne croit pas à la thèse du suicide et se souvient avoir vu des lettres d'un format pouvant contenir des liasses de documents, qui ont probablement été envoyées en urgent quand même, sans surtaxe, car portant l'en-tête d'un ministère.
Dans son livre de 2022, le commissaire Leclair dira simplement qu'aucune distribution n'était prévue le soir après 16H58 sans plus évoquer l'heure de départ des lettres, que la police avait fixée au lendemain 9 heures, selon les livres de Benoit Colombat et Francis Christophe des années 2000, alors que les sacs du courrier départ quittaient en fait dès 7H les petits bureaux, dans le camion de l'entreprise privée qui venait de décharger les sacs du "courrier arrivée", ses conducteurs disposant des clés des bacs du courrier départ, pour ne pas trop dépendre des facteurs arrivant à 7H, affairés à ouvrir les sacs arrivés afin de trier la répartition entre tournées puis leurs propres tournées. Les quelques lettre postées dans la nuit pouvaient être cachetées à 7 heures et ainsi partir avec les autres très tôt vers le centre de tri, pour arriver dès le lendemain aux destinataires, voire le jour même en cas de double distribution. Le postier cité dans le livre de Colombat ne parle pas de "tri", qui n'est pas fait dans le bureau de départ, où il y a simplement une boite pour le même département et une ou deux autres, seules les lettres méritant à l'évidence l'affranchissement d'un paquet en raison de leur poids étant mises de côté pour une surtaxe, procédure rarement appliquée car chronophage et impopulaire.
À partir du 7 novembre 1979, Le Monde ne publie plus les éléments donnés par la police qu'au conditionnel ou accompagnés de la formule prudente « selon toute apparence » et signale « le mutisme complet dont paraissent frappés tous ceux (ils sont nombreux) qui, à divers moments comme acteurs ou comme témoins, ont eu à connaître des problèmes du ministre ».

##### Dose de valium et temps de digestion avant le décès
Alors que le communiqué du procureur Robert Barbat est censé mettre un terme aux « informations contradictoires véhiculées depuis une semaine », en faisant en sorte que l'emploi du temps du ministre « ne comporte plus le moindre trou », Le Monde écrit que « si la mort par noyade se situe entre 18 et 20 heures, on imagine mal à quel moment Robert Boulin a pu absorber des tranquillisants qui, d'une manière générale, n'atteignent leur plein effet qu'en deux à quatre heures ». De plus « La dose évoquée dans le communiqué - 70 à 80 milligrammes - parait bien insuffisante, s'il s'agit bien du produit - le valium - évoqué précédemment, pour provoquer un effet toxique : le corps médical affirme que ce seuil se situe aux alentours de 500 milligrammes », observe Le Monde du  9 novembre 1979. Trois autres articles sortent dans le même journal peu après, le 14 novembre 1979, s'étonnant à nouveau de la précision du communiqué plaçant l'heure du décès entre 18 heures et 20 heures et « arguant à tort de données scientifiques ». Le journal déplore que, « avant la justice et avant son entourage », la police ait de manière inhabituelle « décidé de l'heure de la mort de Robert Boulin ».
« Contrairement à ce qui a pu être affirmé ici ou là jusqu'à présent, aucune indication relevant de la médecine légale ne permet de répondre » à cette question, estime Le Monde, en citant les deux certificats consécutifs exigés du médecin-réanimateur, Xavier de Crépy, du Perray-en-Yvelines, qui ont refusé de donner la moindre précision horaire. Une écoute téléphonique du maire de Saint-Léger-en-Yvelines, venait de montrer François Pic-Paris téléphoner à un ami, pour lui raconter avoir dû rectifier, sur demande du procureur de Versailles, l'heure sur l'acte de décès, pour le placer à 20 heures, obligeant l'entourage de Robert Boulin, dans une mise au point du 6 novembre, à la placer "au plus tard à 20 heures".
Le 6 février 1986 : la famille Boulin porte plainte contre le procureur Robert Barbat, pour faux en écriture publique, car elle vient d'accéder au dossier d'instruction, y découvrant cette écoute téléphonique. Mais un an et demi après, la chambre d'accusation de la cour d'appel de Paris rend un non-lieu le 26 octobre 1987.

## Témoignages et expressions d’opinion ultérieurs

### En faveur de la thèse du meurtre

#### Questionnements de Bertrand Boulin enjanvier 1980
Début 1980, le livre de Bertrand Boulin, fils du ministre, prend ses distances avec les rumeurs: « certains refusent de croire au suicide et veulent voir un assassinat (on chuchote que Mesrine serait dans le coup et il aurait été exécuté tout de suite après, couvrant ainsi l'affaire) […] Je mets en garde ceux qui font courir de tels bruits, car c'est faire injure à sa mémoire en doutant de ses dernières paroles. Un homme aussi droit que lui ne ment pas avant de se tuer. ». La famille est cependant très tôt sceptique sur la thèse du suicide.
Sa mère venait d'être confrontée à des déclarations d'Henri Tournet à l'AFP affirmant qu'il avait remboursé à Robert Boulin l'achat du terrain de Ramatuelle, ce qu'elle dément, en se demandant « tout sera-t-il dit un jour ? », dans une interview à Paris Match le 18 janvier 1980. Tournet venait de fournir à l'AFP une lettre qu'il avait écrite le 27 février 1979 à Robert Boulin pour arguer de son soutien, mais considérée comme un instrument de chantage politique par plusieurs livres sur l'affaire Boulin.
Trois mois après le décès, « la famille n'a jamais pu obtenir le rapport du médecin légiste », alors que la lettre « déchirée dans sa corbeille » est « sortie dans la presse » dénonce Colette Boulin à Paris Match. Elle répond à l'hebdomadaire qu'elle ne connaît pas vraiment les raisons qui ont pu pousser son mari au suicide et tente d'évoquer des pistes, sur la base de souvenirs, en évoquant un épisode soucieux, mais aucun élément dépressif. Elle déclare notamment : « Je ne sais pas si je les comprendrai un jour clairement [ses raisons], mais je pense que l'une des raisons qui l'a poussé à cette extrémité est l'incompréhension totale de ses amis et la relation fausse qu'il a pu avoir à partir de ce moment-là avec eux. […] Il ne s'est pas suicidé pour 40 000 F mais par manque d'amour des autres et par dégoût. Il ne supportait pas le climat d'ignominie qui régnait sur son passage. Il me racontait que, lorsqu'il se rendait à l'Assemblée nationale au moment de l'affaire, il entendait dans les travées des chuchotements, son nom prononcé et des rires… Il était tellement soucieux que je craignais qu'il n'ait une crise cardiaque. »
Colette Boulin « n'a jamais cru » à la thèse du suicide car « elle connaissait trop bien son époux, et il se confiait à elle – davantage » qu’à ses enfants qu’il « cherchait à protéger », a expliqué Fabienne Boulin, la fille du ministre.
Selon la famille Boulin, le suicide ne correspondait pas à l'état d'esprit du ministre. Le visage tuméfié de Robert Boulin sur les photographies prises du corps à l'étang Rompu, obtenues en 1983 grâce à leur avocat de l'époque, Robert Badinter, ne font que renforcer cette conviction.
Fabienne Boulin, fille du ministre, dit avoir répertorié « 75 anomalies » dans le traitement de l'affaire, dont la disparition de pièces, la double découverte du corps, le refus d'entendre des témoins, des lettres modifiées, la disparition de seize années d'archives de son ministère et de sa mairie de Libourne,. Selon elle, il est établi par les auditions que le corps du ministre portait des traces de coups sur le visage et « preuve est faite » que des preuves ont été dissimulées avant l'enquête judiciaire.

#### Livre des commissaires Thiéry et Tourre
Dans son ouvrage co-écrit avec Danielle Thiéry, première femme commissaire de police de l'histoire, et publié en 2012, le commissaire Alain Tourre déplore l'absence de témoignages des personnes penchant pour la thèse d'un meurtre car « on a beau chercher, on ne trouve pas trace de leurs déclarations dans les procédures et il y a fort à parier que les enquêteurs auraient été heureux de les entendre ». Cependant ces témoignages sont arrivés peu à peu dans la procédure, où ils existent[réf. nécessaire].

#### Proches du SAC et de Jacques Foccart
La suspicion d'une opération d'intimidation ayant dérapé et tourné au meurtre, de la part de proches du SAC et de Jacques Foccart a été en partie alimenté par des déclarations émanant de cette nébuleuse, qui était en 1979 confrontée à des dérapages.
Maurice Robert (mort le 9 novembre 2005), ancien membre du SDECE, proche de Jacques Foccart, chargé du service « Afrique » chez Elf, ambassadeur au Gabon en novembre 1979, estime qu'il s'agit de l'« un des crimes les plus mystérieux. La version du suicide ne tient pas la route, dit-il. Boulin a été tué, assassiné. Dans cette affaire, il y a des gens tout à fait douteux. »
Selon Laetitia Sanguinetti, fille d'Alexandre Sanguinetti, cofondateur du Service d'action civique (SAC), ce dernier lui avait déclaré, quinze jours après la mort de Boulin, qu'il s'agissait d'un « assassinat ». L'affaire de l'achat de la garrigue à Ramatuelle avait été montée de toutes pièces pour discréditer Boulin, qui aurait eu connaissance d'un réseau de financement illégal de partis politiques, en particulier – mais pas seulement – du RPR.
Selon le journaliste Frédéric Charpier, dans les années 1980, les Renseignements généraux (RG) ont enquêté sur l'affaire Boulin ; il mentionne une note des RG de la préfecture de police du 13 octobre 1987, dans laquelle quatre hommes de main sont désignés, selon une source issue du SAC, comme les responsables de l'agression contre Boulin.
Selon le livre du journaliste Benoit Collombat, le SAC est alors dans la période de paranoïa concernant ses dossiers et archives, des poussées de violences menant peu après à sa dissolution lors de l'émotion causée par les six morts de la tuerie d'Auriol. Le samedi 25 avril 1981, Jacques Massié, chef de la section locale du Service d'action civique (SAC) à Marseille, vient d'avoir un entretien avec son successeur quand il est victime de plusieurs coups de feu tirés par deux inconnus à moto. Sorti indemne, il soupçonne fortement son adjoint Jean-Joseph Maria et l'un de ses fidèles, Lionel Collard, 31 ans, ancien parachutiste de la Légion étrangère. Trois mois après, le 19 juillet 1981 à Auriol il est massacré chez lui par six tueurs avec son épouse, son fils de 7 ans, ses beaux-parents et son futur beau-frère, alors qu'il était soupçonné par son adjoint au SAC de vouloir remettre à des mouvements de gauche les dossiers locaux du SAC.

#### Gaullistes historiques
Bernard Pons, l'ancien bras droit de Chirac, s'est dit sur France 2 convaincu que Boulin a été assassiné,.
Lors d'un entretien accordé à France Inter en 2009, l'ancien ministre gaulliste Jean Charbonnel devient la première grande figure politique à affirmer publiquement croire à l'assassinat de Robert Boulin. Il affirme qu'Alexandre Sanguinetti lui a donné les noms du commanditaire et de l'exécutant de cet assassinat deux mois après la mort de Robert Boulin, au cours d'un repas à Brive-la-Gaillarde, et qu'il est prêt à les donner à la justice en cas de réouverture de l'enquête. Jean Charbonnel meurt en 2014.
De même, Michel Jobert a affirmé au journaliste Jean Mauriac, proche de la famille Boulin, que le ministre du Travail en savait trop sur le financement du RPR, notamment via Saddam Hussein, mais aussi Omar Bongo.
Olivier Guichard a aussi confié à Jean Mauriac qu'il penchait en faveur de la thèse de l'assassinat.

### En faveur de la thèse du suicide

#### Magistrats et policiers
En 2019, le juge Renaud Van Ruymbeke, à qui l'instruction judiciaire avait été confiée en mars 1979, à la suite des lettres anonymes à plusieurs journaux, fait une déclaration dans la presse, en rappelant qu'il n'a pas enquêté sur la mort du ministre mais sur l'affaire de Ramatuelle la précédant. Il affirme ne pas croire « du tout à la thèse de l’assassinat ». Il reconnait cependant que « l'enquête a été mal faite ; dans l’autopsie, il y a des blancs ». « De tous les éléments dont je peux disposer — je n’ai pas enquêté dessus — et de tout ce que je peux savoir par rapport à cette lettre et la psychologie de Robert Boulin, personnellement, je suis convaincu que c’est un suicide ».

#### Membres de son cabinet
En 1979, Luc La Fay membre du cabinet du ministre, était responsable de la communication, qui a aussi été confiée à l'époque à un consultant extérieur, Patrice Blank, cofondateur et dirigeant historique de France-Soir. En février 2013, après la diffusion du téléfilm polémique Crime d'État sur France 3, Luc La Fay s'est exprimé contre la thèse de l'assassinat et a donné des détails sur la gestion de l'affaire de Ramatuelle. Selon lui, « tous ses proches collaborateurs ont constaté que le comportement de Robert Boulin se délitait dans les jours qui ont précédé sa mort ».
Le matin du lundi 29 octobre 1979, jour de sa disparition, lors de la réunion de cabinet, consacré à  la gestion médiatique de l'affaire de Ramatuelle, le projet de réponse rédigé par Boulin n'a pas convaincu les autres participants. Luc La Fay a ensuite souhaité lui parler en tête à tête et raconte que le ministre « se tenait debout devant son bureau, très agité, et il a eu une sorte de crise de nerfs. Ses propos étaient incohérents, il parlait de lui-même à la troisième personne en répétant : « Boulin est celui auquel on fait faire toutes les merdes. » Il se sentait lâché par le président Giscard d'Estaing. Avec le recul, je pense qu'il avait déjà pris la décision de se tuer. ».

#### Personnalités politiques
Dans ses mémoires[Quand ?], l'ancien Premier ministre Raymond Barre affirme : « Pour moi, il n'y a pas de mystère Boulin. Il s'est suicidé. » Dans un entretien avec Benoît Collombat en 2005, Raymond Barre décrivait son souvenir de l'atmosphère de l'époque, un quart de siècle plus tôt: « Nous ne pensions pas que le RPR allait assassiner Boulin. »
L'ancien président Valéry Giscard d'Estaing consacre un chapitre entier de ses mémoires à l'affaire Boulin. Intitulé « Le suicide de Robert Boulin », le passage en parlant n'évoque à aucun moment la thèse de l'assassinat.
Olivier Guichard lui affirmera que « depuis six mois, Robert Boulin était Dr. Jekyll et Mr. Hyde : obsédé, torturé par l'affaire du terrain de Ramatuelle ».
Jacques Foccart, mis en cause dans l'affaire surtout au XXIe siècle, avait expliqué dès 1997[réf. nécessaire] qu'il n'avait aucune raison de vouloir « couler Boulin ». Il a aussi indiqué qu'il avait peu de rapports avec Robert Boulin et aucune raison de lui en vouloir.

#### Personnalités médiatiques
En janvier 1984, quand le résultat de la seconde autopsie fait rebondir l'affaire, James Sarazin qui a suivi tout le dossier pour Monde depuis 1979 n'est plus journaliste au service police-justice du quotidien. Il passera ensuite à L'Express, où il écrira de nouveau sur cette affaire.
Dans Le Monde, l'affaire a été reprise par Bruno Frappat, responsable des questions de société, avant de devenir rédacteur en chef (1987-1991). Il juge alors ce qui est appelé "la thèse de l'assassinat", en termes extrêmement sévères pour la famille, d'autant que le ministre de la Justice Robert Badinter vient de porter plainte en diffamation contre cette famille, son ancienne cliente.
Bruno Frappat parle de « chef-d'œuvre de désinformation » et de « délire collectif » lié à trois éléments : « un avocat exceptionnellement doué pour la défense tous azimuts, la provocation permanente et pour qui l'intérêt supposé de la défense passe avant tout le reste. Une famille qui n'a pas pu, plus de quatre ans après le drame, faire le deuil de son héros et tente un exorcisme où paraît entrer un désir désespéré d'éloigner tout sentiment de culpabilité, puisqu'il ne s'agirait plus d'un suicide. Une succession d'expertises, enfin, et de maladresses des autorités judiciaires d'hier qui ont voulu hâtivement enterrer — à tous les sens du terme — Robert Boulin. »
Au Canard enchaîné, les violentes accusations des politiques giscardiens et communistes lui faisant porter la responsabilité du décès, relayés par la télévision publique, avaient pesé sur la rédaction après le décès, amenant par la suite une ligne systématique de prise de distance publique par rapport à toute autre explication que le suicide, selon les biographes du journal. Louis-Marie Horeau, dans Le Canard enchaîné du 27 juin 2007, ironise en déformant lui aussi par la carricature la thèse opposée, révélée par d'autres médias : « Il faut rendre un hommage appuyé à l'assassin. Ou plutôt aux assassins, car ils sont nombreux et talentueux. Ils ont écrit eux-mêmes les lettres, dactylographiées sur la machine personnelle de Robert Boulin. Ils ont imité l'écriture du ministre pour les ajouts. Ensuite, ils ont envoyé une équipe dans un centre de tri postal des Yvelines pour récupérer les vraies lettres postées par Boulin à Montfort-l'Amaury quelques heures avant sa mort et les remplacer par les fausses annonçant son suicide. Un complice a volé le Valium et déposé dans la corbeille le faux brouillon de la fausse lettre. Avant de déposer le mot d'adieu dans la voiture, de noyer le ministre dans moins d'un mètre d'eau, non sans l'avoir préalablement drogué au Valium. Sans oublier l'action d'une autre équipe chargée de récupérer les dossiers compromettants. Il y a quelques journalistes qui défendent ce scénario le plus sérieusement du monde. »
Le chroniqueur politique Philippe Alexandre, attaqué en diffamation par le RPR dans les jours qui avaient suivi le décès, a témoigné plus sobrement : « Je ne crois pas qu'on ait voulu supprimer Boulin. Je l'avais d'ailleurs rencontré quinze jours avant sa disparition. C'était un homme aux abois, il parlait beaucoup des terrains de Ramatuelle. Il semblait très traumatisé par cette affaire. ».
Michèle Cotta, journaliste à France Inter de 1976 à 1980, avant d'être promue rédactrice en chef de RTL en avril 1980, a évoqué par des témoignages qu'elle avait recueillis qui le décrivent comme « très pessimiste, très sombre » dans les semaines précédant son décès, à la suite d'articles de presse.
Jean-François Kahn a lui écrit dans ses mémoires publiés en 2021 que dans l'hypothèse où Robert Boulin « aurait été supprimé par des chiraquiens ou des gens du SAC, des amis de Charles Pasqua […] tout l'appareil d'État giscardien aurait été mis en branle pour découvrir et démasquer les coupables ! » et « toutes mes propres enquêtes m'ont confirmé qu'il s'agissait bien d'un suicide » ». Lors du décès de Robert Boulin, Jean-François Kahn était depuis 1977 directeur de la rédaction des Nouvelles littéraires, après avoir contribué 15 ans plus tôt à la révélation de l'affaire Ben Barka.

## Menaces et pressions contre la famille

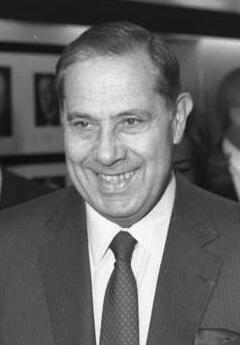
Charles Pasqua, dirigeant du SAC et conseiller influent de Jacques Chirac.

### Menaces physiques contre le ministre
Selon l'enquête du journaliste Benoît Collombat, de multiples témoignages ont fait état de menaces physiques à l'encontre du ministre.
Le 19 décembre 1979 Charlie Hebdo publie sous pseudonyme un entretien avec Jacques Paquet, qui fut chef de cabinet de Robert Boulin, de 1968 à 1973, affirmant « qu'il avait rencontré R. Boulin trois jours avant sa mort et que le ministre lui avait proposé de retravailler avec lui ». Il fait aussi état d'une rumeur circulant à Libourne selon laquelle « quelqu'un a aidé Boulin à se suicider » et de menaces plus anciennes remontant à plus d'un an. Le Monde appelle Paquet pour vérifier, et ce dernier se déclare surpris par cette publication, affirmant qu'il s'agissait d'une conversation « à bâtons rompus » dans un café dont il conteste la présentation et ne confirme le contenu que « pour l'essentiel ».

### Tentatives d'acheter le silence de la famille
Au début de l'année 1980, selon plusieurs témoins, dont Fabienne Boulin-Burgeat, Achille Peretti est venu voir les Boulin avec une valise de billets pour acheter leur silence. Achille Peretti décèdera d'une crise cardiaque lors d'une réception le 14 avril 1983.

### Menaces contre le fils du ministre
Selon Fabienne Boulin-Burgeat, sa mère, épouse de Robert Boulin, a par ailleurs reçu des menaces visant son fils Bertrand Boulin, afin qu'elle ne relance pas l'enquête. Elle évoque des « corbeaux haut placés dans l'organigramme du pouvoir venus conseiller à sa mère de laisser tomber si elle ne voulait pas qu'il arrive malheur à son fils ». De son côté Bertrand Boulin a estimé dans son livre de février 1980 qu'« aucune menace ne pèse sur nous. De plus quelques personnalités au moins, Jacques Legendre, Lionel Stoleru et d'autres se sont mises à notre disposition. ». Mais dans ce même livre, il révèle, en précisant qu'il n'a rien strictement rien à se reprocher, qu'un proche a apporté à Robert Boulin, « quelques jours avant sa mort », une « double page à paraître dans un journal » mettant en cause son fils « dans une affaire de pédophilie », pour intimider le ministre. « Tout était faux, mais il en a été très affecté », selon l'attaché de presse du ministère Luc La Fay.
En octobre 1969, son père, ministre de la Santé, avait confié à Bertrand Boulin une mission de lutte contre la drogue, l'amenant à publier en 1975 et 1977, les livres "Au Secours des enfants perdus" et "La charte des enfants", tout en lançant en septembre 1976 une émission de témoignages sur Europe 2, d'où naîtra l'association SOS enfants, dissoute en 1979. Lors du procès en 1986 de l'Affaire du Coral, qui a éclaté en 1982, il sera mentionné dans la presse que SOS-Enfants y avait placé des adolescents, obligeant Bertrand Boulin à démentir les approximations malveillantes dans une lettre au Monde.

## Archives de Robert Boulin: déménagement et cambriolage

### Déménagements de 1979
- Archives au ministère. Les archives personnelles de Boulin au ministère du Travail ont été transférées début novembre 1979, à Libourne, au domicile des Boulin, rejoignant celles que le ministre avait accumulées au cours de sa vie politique, selon le livre publié en 2015 par le policier Guy Penaud.
- Archives de Libourne. Quelques jours après la disparition de Robert Boulin, toutes les archives du ministre entreposées à son domicile-bureau de Libourne furent transportées aux fins de destruction dans un établissement  spécialisé à Libourne, la ville dont il était député-maire[2]. Selon M. Basty, qui tenait sa permanence, Robert Boulin avait décidé deux ans avant de rassembler ses archives dans le grenier de sa maison.
- Nouveau déménagement à Libourne. Quelques semaines plus tard, toutes ces archives ont été déménagées et détruites, à l’insu de M. Basty et de la famille Boulin[réf. nécessaire]. Le député de Libourne Gérard César, suppléant puis successeur de Robert Boulin, a affirmé que le déménagement avait été programmé à la suite de la mise en vente des locaux de la permanence.
- Révélations et tabassage de 2003. En 2003, Bernard Fonfrède raconte à France Inter l’opération de destruction des archives, sans dévoiler le contenu des courriers. Quelques jours après la diffusion de son témoignage il est approché par deux personnes lui conseillant d’éviter de parler des archives de Boulin, puis violemment agressé à l’entrée de sa maison. Il passe deux jours dans le coma, échappe de peu à la mort et subit un mois d’hôpital avec deux fractures.
- Révélations de 2004. Le 22 juin 2004, Bertrand des Garets, ancien suppléant de Robert Boulin, explique aux journalistes de Canal+ Bernard Nicolas et Michel Despratx qu’il avait reçu à cette fin des ordres de Paris en novembre 1979 (de Marcel Cats, ex-directeur de cabinet de Boulin, a-t-il confié à Benoît Collombat)[164].
- Rapport de 2007. Selon le rapport du procureur général Laurent Le Mesle en (octobre 2007), Gérard César a expliqué que c’est lui-même qui avait ordonné la destruction des archives. Avec son assistant parlementaire Bernard Fonfrède, il passa quelques jours à trier les dossiers dans le grenier de la maison de Libourne, avant de les expédier dans l’usine de la papeterie Soustre, à Saint-Seurin, près de Libourne[réf. nécessaire]. Bernard Fonfrède a précisé qu’« il y avait toute sorte de choses. […] Il y avait des correspondances avec Henri Tournet. Tournet réclamait des faveurs à Boulin comme d’intervenir pour des permis de construire… ».
- Révélations de 2013. Gérard César a reçu l’ordre de faire détruire les archives « par des hommes du SAC » et deux personnes du SAC sont arrivés avec une camionnette, selon Bernard Fonfrède, qui les a accompagné et a témoigné sur France Inter : « Il fallait faire disparaître toute trace qui pouvait laisser penser qu’il ne s’agissait pas d’un suicide »[165]. Selon, la famille n'a jamais réclamé la destruction de ces archives, contrairement à ce que les hommes du SAC lui avaient fait croire.

### Cambriolage de 1983
En 1983, quand une première enquête est ouverte sur la mort de Robert Boulin,, un homme appelé "Paul" fut chargé par Pierre Debizet de cambrioler des documents relatifs à Robert Boulin,, selon son entretien dans le quotidien Sud Ouest en 2011, complété par toutes les vérifications attestant de sa crédibilité. Le SAC avait été dissous en 1982 après la tuerie d'Auriol et remplacé par le MIL (Mouvement initiative et liberté). En 1983, Pierre Debizet, son ex-grand patron préside une réunion à Bordeaux puis dine avec Paul et Régis D, cadre du SAC bordelais et ancien des services secrets. Il leur demande de récupérer dans une résidence secondaire d’un notable dans le Libournais, vraisemblablement un avocat, un dossier épais d’une dizaine de centimètres, très important, ce qui est exécuté en recrutant des truands locaux. Selon ce témoin, il y avait entre 1979 et 1982 beaucoup d’éléments incontrôlables au sein du SAC, comme ceux ayant causé la tuerie d'Auriol.

## Protagonistes

### Famille de Boulin et avocats
L'épouse, les deux enfants de Robert Boulin et son gendre, conseiller technique au ministère, ne croient pas au suicide. « Il y a peut-être un ou des responsables de sa mort. Si cela est le cas, ils seront sans doute punis. Je crois à la justice immanente. Mais cela n'a rien à voir avec la liberté de la presse qui doit absolument exister », déclare, ajoute Mme Boulin, dans un entretien accordé une semaine après le décès, publié dans France-Soir du 9 novembre et repris par Le Monde.
Son fils Bertrand Boulin, menacé d'être mis en cause dans une affaire de mœurs quelques jours avant le décès, écrit quelques semaines après un livre (Ma vérité sur mon père  (ISBN 978-2234012882)) publié le 1er janvier 1980 qui n'écarte pas la thèse du suicide mais la questionne, et relate surtout les 15 jours précédant le décès, au cours desquels le ministre reçoit le soutien quotidien de sa famille et de ses amis, espérant rencontrer le juge et que la presse reconnaisse son intégrité dans l'affaire de Ramatuelle. Le ministre a les preuves qu'il a été escroqué par Henri Tournet, un ex-résistant ami de Jacques Foccart depuis leur service militaire ensemble en octobre 1934, devenu promoteur immobilier. Quand la famille Boulin avait emménagé en 1962 à Paris, elle avait été rejointe quelques semaines après par celle d'Henri Tournet dans même immeuble pour fonctionnaires, auquel il avait droit aussi en tant que conseiller ministériel. Ce déménagement lui a été demandé pour surveiller Boulin, qui venait d'être nommé au Budget par le Premier ministre Georges Pompidou. C'est après les deux déménagements que les deux épouses se croisent par hasard dans l'immeuble, des années après leur amitié d'enfance dans le même village. Celle d'Henri Tournet divorce de lui deux ans après en 1964 et se fait embaucher quinze plus tard au ministère de Robert Boulin en 1977. Entre-temps, Boulin a entièrement remboursé à Tournet deux prêts, en 1964 et 1966.
Le premier avocat de la famille, Robert Badinter, a obtenu en février 1981 les photos du visage tuméfié de Robert Boulin prises par la police judiciaire, 14 mois après le décès, mais la famille doit en changer car il est nommé ministre de la Justice en mai 1981. Jacques Vergès lui succède. Avant même qu'il prenne le dossier, la famille dénonçait un assassinat. Selon Fabienne Boulin-Burgeat son père a été victime « d'officines de barbouzes […] qui n'avaient pas de scrupules de dézinguer les gens qui pouvaient empêcher les personnes qu'ils voulaient mettre au pouvoir ». L'avocate de la famille, Marie Dosé, a demandé la déclassification des documents des services de renseignements relatifs à l'affaire, notamment ceux des ex-renseignements généraux,.

### Communicants de Boulin
Robert Boulin a un conseiller presse au ministère mais on lui propose aussi les services d'un ancien PDG de France-Soir, Aristide-Patrice Blank, qui a rencontré la presse avant le décès. Aristide-Patrice Blank était membre du conseil d’administration de la Banque Française Intercontinentale (FIBA),, la banque du groupe pétrolier Elf Aquitaine et du Gabon, considérée comme le « noyau dur » de la Françafrique, créée en 1975 pour redistribuer discrètement une partie de l'argent du pétrole à certains dirigeants africains,,. En 1979, le «Monsieur Afrique» du président Giscard était le «fils spirituel» et ancien bras droit de Jacques Foccart, René Journiac, qui réalisait parfois certaines opérations secrètes dans sa maison de Gambaiseuil, à quelques kilomètres du lieu du décès, et qui décèdera en février 1980 en Afrique dans un accident de l'avion prêté par le président du Gabon Omar Bongo.
Dans la soirée du 29 octobre, Aristide-Patrice Blank s'est rendu vers 21 h 30 au domicile des Boulin, avec l'avocat de ce dernier et un inconnu de la famille, au motif de téléphoner, et s'est enfermé dans le bureau du ministre où ce dernier venait de déplacer des dossiers qu'il avait tout juste sortis du coffre-fort du ministère. Le lendemain matin, Aristide Blank est dans le bureau de Jacques Fauvet, directeur du Monde, pour remettre en main propre, une lettre de Boulin, tapée par sa secrétaire. L'AFP venant d'annoncer la mort du ministre il repart avec la lettre, non-ouverte, et désormais sans objet.
Selon l'attaché de presse du ministère Luc La Fay, c'est à « l'initiative de Aristide Patrice Blanck », qui avait été recommandé par des « amis » du ministre, mais « était inconnu du cabinet », que « des articles sont sortis dans Minute et le Canard enchaîné », les deux premiers sur l'affaire de Ramatuelle, les 17 et 24 octobre 1979. Luc La Fay a raconté aussi que le matin du 29 octobre 1979, quelques heures avant sa disparition, après la réunion au ministère qui a vu son projet de lettre à la presse désavoué, Boulin a eu « devant son bureau, très agité », une « sorte de crise de nerfs ».

### Hommes politiques et magistrats
Le ministre de la Justice en octobre 1979 est Alain Peyrefitte, principal rival Robert Boulin pour succéder au Premier ministre Raymond Barre, rendu impopulaire par un plan de rigueur alourdi par le Deuxième choc pétrolier qui s'est aggravé dès l'été 1979. Pour contrer la candidature à la prochaine présidentielle de Jacques Chirac, qui avait claqué la porte du gouvernement en 1976, le président Giscard d'Estaing hésite en deux  ministres du RPR : Robert Boulin, connu pour son investissement dans le social, et Alain Peyrefitte, qui vient de faire voter la loi Sécurité et Liberté. En tant que ministre de la Justice, ce dernier avait autorité directe sur le procureur de la République à Versailles Robert Barbat selon qui c'est Marcel Cats, ami personnel et chef de cabinet du ministre, qui a empêché l’autopsie au nom de la famille, sur le procureur général près la Cour d’appel de Versailles, Louis-Bruno Chalret, proche du SAC et de Jacques Foccart. Des écoutes téléphoniques des années 1960 ont prouvé qu'il a fait libérer plusieurs truands sur ordre,. Le ministre de la Justice avait autorité sur l'officier de police judiciaire Alain Tourre, chargé de l'enquête dès le jour de la découverte du corps, en remplacement des gendarmes, dont il critique la négligence, et qui défendra la thèse officielle dans un livre publié en 2012 avec une autre commissaire, plus connue Danielle Thiéry. Le juge d'instruction Van Ruymbecke est lui statutairement indépendant, mais il a fait remonter en haut lieu ses investigations.

### Journalistes et médias
Plusieurs journalistes furent des protagonistes de l'affaire Robert Boulin. James Sarazin et Louis-Marie Horeau l'ont couverte pour Le Monde et le Canard Enchaîné. James Sarazin a rencontré Robert Boulin et publié 3 jours avant son décès une enquête détaillée, au ton « très modéré », montrant qu'il a été victime plus que bénéficiaire de l'Affaire de Ramatuelle, continuera à suivre l'Affaire Boulin pour L'Express, où il démontera la thèse du suicide en 1988 sur la base des deux rapports d'autopsie. Une phrase d'une source anonyme disant dans l'article que personne n'est blanc ni noir dans cette affaire a cependant choqué le ministre et son entourage. Malgré cela, la Justice française affirmera que le « fait déterminant » du suicide est cet article, « qui l'avait marqué à l'extrême dans un contexte politique qu'il  ressentait comme ne lui étant pas favorable ».
Louis-Marie Horeau sera, avec Bruno Frappat du Monde, le plus virulent contre ce qu'il présente comme « la thèse de l'assassinat » au début 1984 quand les résultats de la seconde autopsie confortent la famille dans sa plainte pour homicide volontaire. Cofondateur en 1974 du Quotidien de Paris, jusqu'à sa fermeture provisoire en 1978, il venait d'être recruté comme pigiste en 1979 par Canard enchaîné, où l'enquête a été réalisée par Claude Roire et Roland Jacquard, qui ont rencontré le ministre le 21 octobre, après avoir reçu des documents d'Henri Tournet. Leur article ne tranche pas mais pose 4 questions au juge, sur un ton péremptoire.
Le jeune Philippe Alexandre est, lui, attaqué en diffamation peu après le décès, pour avoir mis en cause le RPR dans une chronique sur RTL le 3 novembre et le procès a lieu quelques semaines après.Danièle Breem, pour Antenne 2, donne de nombreux détails inédits dès la mi-journée du 29 octobre, en direct de l'Assemblée nationale seulement 3 heures après que l'AFP ait annoncé la découverte du corps.
On ne retrouvera dans le sang du ministre qu'une dose de Valium (Diazépam),, et pas dans le bol alimentaire de son estomac, comme si le Valium avait été injecté par piqure.
Plus tard, trois journalistes publieront les premières enquêtes sur l'affaire :
- Francis Christophe, ex-journaliste à l'AFP en novembre 1999 dans un journal confidentiel de la maison d'édition Golias, puis dans un livre de 2011 aux Éditions OWNI (BOULIN, LE FANTÔME DE LA VE RÉPUBLIQUE ; DE CHIRAC À SARKOZY  (ISBN 9791090473065)),
- Michel Despratx et Bernard Nicolas le 15 janvier 2002 dans 90 Minutes sur Canal+[176] avec les témoignages du colonel de gendarmerie Jean Pépin, qui a sorti le corps de l’eau, et de la spécialiste en toxicologie, Juliette Garat, qui a analysé son sang[177],
- Benoit Collombat de France Inter récapitulant le tout dans un livre en 2007 (Un homme à abattre - 11 janvier 2007  (ISBN 978-2213631042)).

## Suites des procédures judiciaires
Au milieu des années 1980, le dossier est dépaysé à Paris et confié au juge Corneloup mais le 20 septembre 1991, une ordonnance de non-lieu est rendue par la juge d’instruction, Laurence Vichnievsky, neuf jours après que le dossier lui a été confié, ce qui est confirmé le 24 mars 1992 « en l'état » par la chambre d’accusation de la cour d’appel de Paris, présidée par Martine Anzani.
Vingt-trois ans plus tard, le 4 août 2015, le parquet de Versailles ouvre une information judiciaire pour « arrestation, enlèvement et séquestration suivis de mort ou assassinat », qui est cette fois confiée au doyen des juges d'instruction de Versailles, Aude Montrieux. Un avis de fin d'information est rendu en 2022, le parquet requiert un non-lieu, estimant ne pas avoir assez d'éléments pour conclure à un assassinat.
Un témoin, qui se manifeste en 2022 est entendu l'année suivante par la justice, ce qui relance les investigations. Cet homme âgé dit avoir été invité, quelques jours après la mort de Robert Boulin, par Pierre Debizet, patron du Service d'action civique (SAC) à une table du Roi René, boîte de Ville-d'Avray. Là, sans que le nom de la victime ait été prononcé, Debizet aurait reproché à deux membres du SAC d'avoir tué le ministre alors que « le patron » (Charles Pasqua) avait ordonné de lui « filer une danse ». Ils auraient répondu : « c'était un accident, il a fait un arrêt cardiaque, il est mort dans nos bras, et, dans la panique, on l'a balancé dans l'étang de Montfort-L'Amaury ». Le témoin ajoute : « Ils n'ont pas évoqué directement le nom de Boulin, j'ai fait le lien dans les jours qui ont suivi ». Il a pu noter la plaque d'immatriculation des deux individus.
Selon Marie Dosé, avocate de Fabienne Boulin-Burgeat, ce témoignage relance le dossier : « Plus personne aujourd’hui ne peut affirmer que Robert Boulin s’est suicidé, sauf ceux qui ont intérêt à le faire ».
En octobre 2024, Mediapart révèle que Henri Geliot, un « truand » né en 1919 et décédé en 1986, pourrait être impliqué dans le meurtre, et a été identifié grâce à un numéro de plaque d’immatriculation transmis par le témoin entendu en 2023, Elio D. qui se présente comme un homme « introduit dans le milieu ». Lors de la conversation de Ville-d’Avray mentionnée plus haut, Elio D. prend alors soin de noter l’immatriculation de la voiture d’un des hommes présents, une Mercedes, qui se révèle être celle d'Henri Geliot qui fut son seul propriétaire. Selon Mediapart, l’homme, cafetier de profession, n’en était pas à ses premiers méfaits : il a été mis en cause principalement entre 1939 et 1958 pour divers délits, dont des violences avec arme à feu.
Elio D. s’est décidé à dévoiler ces informations aux enquêteurs au crépuscule de sa vie, leur indiquant n’avoir plus que quelques années à vivre car très malade. Il affirme ne plus se sentir en danger, ni lui ni sa famille ; tous les protagonistes qu’il s’apprête à mettre en cause étant disparus. Pendant plus de quarante ans, il a conservé ce numéro d’immatriculation [8144 WS 75], griffonné en 1979 sur une feuille A4 et conservé toutes ces années dans une boîte à gâteaux au milieu de photos de famille et de vieux papiers.
Parmi les commanditaires du meurtre figureraient Pierre Debizet et Charles Pasqua.

## Postérité
Dans les heures qui suivent, le gouvernement et les médias publics, accusent le Canard Enchaîné d'avoir poussé le ministre au suicide dans une autre affaire: des irrégularités dans l'achat de sa maison de vacances à Ramatuelle au promoteur Henri Tournet, proche de Jacques Foccart. La presse écrite d'opposition, excepté L'Humanité, ne les suit pas, décèle immédiatement des anomalies et la lettre posthume du ministre est publiée intégralement le lendemain par l'AFP,: elle démonte vigoureusement tout soupçon d'irrégularité, ne dit pas un mot de la presse, et contre-attaque en accusant son rival Alain Peyrefitte, ministre de la Justice, d'avoir instrumentalisé le juge.
La veuve et les deux enfants de Robert Boulin, estimant que cette lettre posthume a par ailleurs été falsifiée par l'ajout en début et fin de texte de quelques mots mentionnant un suicide, ont porté plainte contre X pour homicide volontaire dès 1983, après une seconde autopsie révélant deux fractures au visage et que le corps a été déplacé après le décès. Ils soupçonnent des violences, probablement improvisées, pour décourager Robert Boulin de révéler des affaires graves, en évoquant Elf-Gabon. L'authenticité de cette lettre posthume et l'information judiciaire qui conclut en 1991 au suicide sont ensuite contestées par trois contre-enquêtes journalistiques: le livre d'un ancien de l'AFP en 1999, puis l'enquête diffusée en janvier 2002 dans l'émission d'investigation 90 Minutes, sur Canal+,, et celle de Benoît Collombat en 2003 pour France Inter.
En janvier 2013, la fiction de Pierre Aknine Crime d'État accuse le SAC, alors en pleine « dérive sanglante », jugée « quasi-mafieuse », de brutalités contre Boulin qui ont dérapé jusqu'à causer sa mort. L'ex-adjoint de Jacques Foccart à la tête du SAC décède accidentellement en Afrique trois mois après la découverte du corps tout près de sa maison de Gambaiseuil, et les 6 morts de la tuerie d'Auriol un an plus tard finiront par entraîner la dissolution du SAC.

## Chronologie
Les grandes étapes de l'affaire sont l'obtention par la famille en janvier 1981 des photos du corps à la sortie de l'eau, qui lui confirment un visage tuméfié, puis en septembre 1983 la demande d'expertise qui permet une seconde autopsie en 1983, puis le transfert en 1985 du dossier à une nouvelle juridiction.

### Années 1970
- février 1979 : suicide de Jean-Michel Desjeunes, avec qui Bertrand Boulin avait animé en 1976 une émission sur Europe 1 puis publié en janvier 1977 la « Charte des enfants », livre préconisant l’abaissement de la majorité sexuelle de 15 à 14 ans[12];
- mars 1979 : Bertrand Boulin cosignataire d'une tribune défendant le suspect incarcéré dans l'Affaire des films de la FNAC[12],[13];
- 29 avril 1979 : à Europe 1, Alain Duhamel questionne Boulin sur sa nomination à Matignon « dans un mois ou dans un an »;
- juillet 1979 : Henri Tournet libéré sous caution par le juge Renaud Van Ruymbeke[192], après un mois de préventive et des lettres de menace à l'Élysée;
- août 1979 : Boulin questionné sur la rumeur de sa nomination à Matignon au 13 heures de France Inter;
- 17 octobre : article dans Minute sur l'affaire de Ramatuelle;
- 21 octobre : interrogé à Europe 1 sur l'affaire de Ramatuelle, Robert Boulin parle d'informations dont il ne peut encore parler[7]
- 22 octobre : Robert Boulin reçoit deux journalistes du Canard Enchaîné;
- 24 octobre : Robert Boulin reçoit deux journalistes du Monde;
- 26 octobre : article dans Le Monde sur l'affaire de Ramatuelle et dans Le Meilleur sur Bertrand Boulin;
- 28 octobre : Robert Boulin phocopie à son ministère un droit de réponse au Monde;
- 29 octobre : disparition de Robert Boulin, son corps retrouvé et autopsié le lendemain;
- 30 octobre à midi : la télévision publique s'introduit dans l'imprimerie du Canard Enchaîné;
- 30 octobre : un officier de gendarmerie déclare au "Monde" que "la noyade est exclue", les poumons étant "remplis d'air"[60];
- 31 octobre : Valéry Giscard d'Estaing dénonce le rôle du Canard Enchaîné, l'AFP publie une photo de la lettre de Boulin prouvant que c'est une copie et les 5 pages du texte;
- 31 octobre : fuites dans Le Monde, le ministre est mort à 17H30 car l'autopsie a montré un repas non digéré
- 1er novembre : Le Monde révèle que la dose de valium est insuffisante à causer un décès;
- 2 novembre : le parquet déclare au Monde que la mort a eu lieu entre 2 et 4 heures du matin, par noyade[87], démentant les propos de l'officier de gendarmerie le 30 octobre[60];
- 2 novembre : les proches collaborateurs se demandent "à quel moment" Boulin a écrit sa lettre, dimanche ou lundi, ce permettrait de savoir pour quelle raison[87];
- 7 novembre : le Parquet réagit à nouveau aux rumeurs sur l'heure de la mort, évoque deux témoins attestant de Boulin encore vivant à 17 heures 30.

### Années 1980
- 9 octobre 1980 : Alexandre Sanguinetti, cofondateur du SAC meurt à 67 ans d'une crise cardiaque[193]. Peu de temps après, son domicile est cambriolé[194],[195].
- Octobre 1980 : les prélèvements de sang de Robert Boulin disparaissent[i]. Roger Le Breton, patron de l'institut médico-légal, met sur le réfrigérateur des autres prélèvements d’organes un cadenas, plus tard brisé[196].
- Octobre 1980 : Henri Tournet fuit en Espagne, violant son contrôle judiciaire[197]. Le 15 novembre 1980, il est condamné par contumace à quinze ans de prison[198].
- Février 1981 : Robert Badinter, avocat de la famille, obtient les photographies du visage tuméfié de Boulin à la sortie de l'Etang[199].
- 9 mars 1981 : la France demande l'extradition d'Henri Tournet[197] à l'Espagne, qui la refuse le 28 octobre 1982.
- Mai 1983 : Colette Boulin confirme sur TF1 n’avoir jamais cru au suicide et qu'on a fait pression sur elle pour qu’elle se taise. Paris Match publie des photos du corps tirées du dossier judiciaire[85].
- 7 juin 1983 : la famille Boulin, conseillée par son nouvel avocat Jacques Vergès, dépose plainte contre X pour homicide volontaire[200].
- 25 août 1983 : nouvelle demande d'extradition d'Henri Tournet.
- 28 septembre 1983 : Jacques Vergès demande un examen anatomopathologique[201].
- 16 novembre 1983 : deuxième autopsie, réalisée à l’hôpital Pellegrin de Bordeaux[201].
- 15 janvier 1984 : Bertrand Boulin décrit à la presse les dossiers sortis par son père en septembre 1979. Lætitia Sanguinetti, fille d’Alexandre Sanguinetti, déclare qu'ils « concernaient une série de facturations de grosses sociétés servant au financement occulte des partis, et notamment du RPR[32] ».
- 18 janvier 1984 : requête de la famille Boulin au procureur de la République de Versailles[202].
- 18 janvier 1984 : plainte pour diffamation déposée par Robert Badinter contre la famille Boulin[203].
- 13 février 1984 : nouveau refus d'extradition d'Henri Tournet par l'Espagne[204].
- Mars 1984 : l'affaire Boulin dépaysée au tribunal de grande instance de Paris[201].
- 7 novembre 1985 : Serge Tirlet, adjoint au maire de Saint-Léger-en-Yvelines, décrit les traumatismes constatés à l'étang Rompu sur le visage de Boulin[201].
- 6 février 1986 : la famille Boulin découvre une écoute téléphonique prouvant que l'heure de décès a été rectifiée sur l'acte de décès, sur demande du procureur[201].
- Juillet 1987 : L'Express annonce que le réfrigérateur cadenassé de l'Institut médico-légal contenant une partie des prélèvements de poumon a été fracturé, puis vidé[201].
- 28 octobre 1987 : le juge Yves Corneloup interroge sur commission rogatoire Henri Tournet[205].
- 18 novembre 1987 : le juge Yves Corneloup demande l’autopsie des poumons.
- 7 janvier 1988 : Colette Boulin et ses deux enfants condamnés à une amende de 8 000 F[j].
- 8 janvier 1988 : dans L'Express[206], James Sarrazin révèle que la position des lividités cadavériques sur le dos de Robert Boulin indique que le corps du ministre a été déplacé après sa mort. Un pool de journalistes de plusieurs médias se constitue pour tenter de tirer au clair les conditions du décès.
- Mars 1988 : le magistrat Alain Verleene reprend le dossier Boulin[178].
- Juin 1988 : la famille Boulin porte plainte pour « destruction de preuves »[k].

### Années 1990
- 20 septembre 1991 : la juge d’instruction Laurence Vichnievsky suit les réquisitions du parquet: ordonnance de non-lieu, 9 jours après avoir hérité du dossier[178].
- 24 mars 1992 : confirmation du non-lieu « en l'état » par la chambre d’accusation de la cour d’appel de Paris, présidée par Martine Anzani[207].
- 15 décembre 1992 : la Cour de cassation confirme le non-lieu, ouvrant un délai de dix ans avant prescription[208].
- 14 juin 1993 : le procureur général Louis-Bruno Chalret[l], chargé de l'enquête dès la nuit du 29 au 30 octobre, meurt dans un accident de voiture[49].
- 4 juillet 1995 : non-lieu après la plainte pour « destruction de preuves » de la famille du fait de la disparition des prélèvements anatomopathologiques[k].
- Novembre 1999 : contre-enquête détaillée de Francis Christophe dans Golias, remettant en cause le suicide[209].

### Années 2000
- 15 janvier 2002 : nouveaux témoignages infirmant la thèse du suicide, dans l’émission 90 Minutes sur Canal+[176]: le témoignage du colonel de gendarmerie Jean Pépin, qui a sorti le corps de l’eau, et l toxicologue Juliette Garat, qui a analysé le sang du ministre au cours de l’autopsie.
- 22 mai 2002 : Bertrand Boulin meurt à l'âge de 53 ans d'une crise cardiaque à son domicile de Port-Camargue (Gard)[210] et le 23 août 2002 Colette Boulin, veuve du ministre, meurt à son tour[211].
- 30 octobre 2002 : la justice annonce l’audition de nouveaux témoins. Cette enquête préliminaire interrompt la prescription[212].
- 13 décembre 2002 : Jacques Douté déclare dans Sud Ouest[213] avoir été prévenu de la mort de son ami Boulin dès le 29 octobre 1979 à 20 h.
- 4 janvier 2006 : les nouvelles auditions de 28 personnes depuis 2002 par la police judiciaire de Nanterre prennent fin, sans réouverture d’information judiciaire[178].
- avril 2007:  Florence Mothe publie dans La Gazette du Pays la photo de Jacques Pécheur, un homme de main qui selon elle « se vantait depuis une vingtaine d’années » d'avoir tué Boulin, meurtre qui « lui avait permis d’autres missions ». Selon elle, Eric Carlsberg, conseiller municipal de Bordeaux[214], avait ouvert une lettre  de Boulin en présence de Jacques Chaban-Delmas, qui lui aurait immédiatement expliqué que c'était un faux car comportant une mention secrète pour le signaler, utilisée par les deux hommes dans la Résistance[215]
- 16 octobre 2007 : le procureur général de la cour d'appel de Paris Laurent Le Mesle rejette la nouvelle demande de Fabienne Boulin-Burgeat de réouverture du dossier[216].
- 30 avril 2008 : l’homme d’affaires Henri Tournet meurt à Santiago du Chili[207],[217].
- 27 octobre 2009 : l'ex-ministre gaulliste Jean Charbonnel confie sur France Inter qu'il s'agit pour lui d'un « règlement de comptes politique »[218]. Il le réaffirme le 13 février 2011, toujours en direct sur France Inter[219],[220].

### Années 2010
- 8 juin 2010 : le procureur général de Paris refuse la réouverture de l'enquête, malgré les éléments apportés par Fabienne Boulin-Burgeat, mais une enquête interne est ouverte sur la disparition d'une partie du dossier et des pièces[221].
- 8 juillet 2010 : les pièces signalées manquantes le 8 juin sont retrouvées à la suite de l'inspection des services judiciaires ordonnée par la Chancellerie[222].
- 3 février 2011 : le motard de gendarmerie Francis Deswarte, découvreur du cadavre en 1979, affirme que des policiers ont tenté de lui faire changer de version lors d'une audition deux ou trois mois plus tard[223].
- février 2011 : la famille Boulin demande une nouvelle fois la réouverture de l'enquête[224].
- 28 janvier 2013 et 29 janvier 2013 : France 3 consacre deux soirées à l’affaire avec le documentaire Vie et mort de Robert Boulin de Gilles Cayatte (thèse du suicide), la fiction Crime d'État de Pierre Aknine (thèse du meurtre), et un débat animé par Frédéric Taddeï[225]. À cette occasion, Jean Charbonnel affirme qu'Alexandre Sanguinetti, mort en 1980 (voir supra), lui avait confié le nom des deux assassins de Boulin, et qu'il est prêt à les transmettre à la garde des Sceaux, Christiane Taubira, si elle accepte la réouverture du dossier[226].
- 19 février 2014 : Jean Charbonnel décède[227].
- 12 janvier 2015 :  Fabienne Boulin-Burgeat sollicite l'aide de la CIA pour tenter d'élucider la mort de son père[228].
- 19 mai 2015 :  Fabienne Boulin-Burgeat dépose plainte contre X à Versailles pour « enlèvement et séquestration présumée » après le témoignage d'un homme ayant vu deux individus dans le véhicule du ministre le jour de sa mort[229].
- 29 juin 2015 : Charles Pasqua décède[230].
- 4 août 2015 : le parquet de Versailles ouvre une information judiciaire pour « arrestation, enlèvement et séquestration suivis de mort ou assassinat »[179], confiée à la doyenne des juges d'instruction de Versailles, Aude Montrieux[180].
- 17 décembre 2015 : le témoin mentionné par  Fabienne Boulin-Burgeat déclare au juge Aude Montrieux avoir croisé peu avant sa mort Robert Boulin dans sa Peugeot 305 en compagnie de deux personnes[29].
- 19 janvier 2016 : le médecin réanimateur envoyé sur place après la mort de Robert Boulin, jamais entendu par la justice, fait part à la juge de ses doutes sur le suicide[29].
- Octobre 2017 : Bernard Pons, ex secrétaire général du RPR et fidèle chiraquien déclare publiquement croire à la thèse d'un crime[231] et évoque la « quasi-certitude d'un assassinat »[232]. Fabienne Boulin-Burgeat rappelle que, depuis août 2015, Aude Montrieux demande à être déchargé de l'affaire pour raisons personnelles, que le deuxième magistrat instructeur s'est limité à recevoir un seul témoin et que le troisième (Denis Couhé) a 50 autres dossiers lourds à traiter[233]. En outre, ce dernier signale que le dossier original est pour l'instant introuvable[233].
- 18 septembre 2019 : le juge d'instruction Denis Couhé mandate quatre experts afin de déterminer les circonstances exactes du décès: un radiologue, un expert en toxicologie, un pneumologue et Bertrand Ludes, directeur de l’institut médico-légal de Paris[234].
- 18 octobre 2019 :  la fille de Robert Boulin organise une reconstitution citoyenne pour faire avancer l'enquête, sans valeur juridique mais avec un policier et l'ancien médecin-réanimateur, arrivé en premier sur les lieux[235].
- 1er novembre 2019 : lettre ouverte au chef de l'État par 14 journalistes ayant travaillé sur l'affaire, dont Benoit Colombat. Ils demandent la déclassification des archives des services de renseignement français et américains[236].

### Années 2020
- 8 novembre 2020 : le collège d'experts estime que les constatations de 1979 sont insuffisantes pour conclure formellement à une noyade[237],[238].
- janvier 2021 : tribune Fabienne Boulin-Burgeat dans Libération, contestant Renaud Van Ruymbeke[239] qui dans ses mémoires reprend la thèse du suicide, en rappelant que l’ex juge n’a jamais rencontré ni auditionné Robert Boulin, ni traité le dossier de sa mort, mais seulement l’affaire de Ramatuelle, dans laquelle Henri Tournet, libéré sur caution, a échappé à la justice[240].
- 17 juin 2021 : la presse annonce que la famille Boulin assigne en justice l’État pour « faute lourde » et demande 100 000 euros en réparation, en déplorant le « dépérissement des preuves »[241].
- 18 mars 2022 : livre d'un ex-enquêteur, le commissaire Gilles Leclair, reprenant la thèse du suicide[242].
- En 2022, l'enquête est relancée par le témoignage oculaire d'Elio D, attablé à l'Auberge du Roi René « quelques jours après le décès »[243] de Boulin avec Pierre Debizet et des exécutants du SAC. Elio D y a entendu le premier reprocher aux seconds la mort du ministre, et ceux-ci lui répondre que c'était involontaire : Boulin a succombé à une crise cardiaque après avoir été violenté dans une tentative d'intimidation[244]. Il se confie spontanément aux enquêteurs, sans parler aux médias.
- juin 2023 : le nouveau témoin entendu par la juge d'instruction Joëlle Nahon, les gendarmes de la cellule DIANE, chargée des affaires non élucidées, et la Section de recherche de Versailles.
- 30 août 2023 : le parquet de Versailles annonce à l'AFP l'existence de ce témoin, selon qui Boulin a été « violenté par plusieurs hommes »[245].
- 2 septembre 2024 : Sud Ouest interviewe le témoin. Chauffeur occasionnel de l'Auberge du Roi René, il est au bar « quelques jours après » le décès, en novembre 1979[243] quand Pierre Debizet lui propose une coupe de champagne à sa table où les rejoignent deux hommes, tous deux « membres du SAC », car « ils m'ont été présentés comme ça »[246], qui « ont sablé le champagne pour avoir récupéré les dossiers compromettants »[247], ce qui a énervé Pierre Debizet, déclarant  « on vous avait dit de ne pas le tuer »[247]. Le plus âgé a répondu que Boulin « est mort dans nos bras d’une crise cardiaque ». Un troisième homme, agent du Sdece, survient mais ne dit pas un mot. L'un des deux exécutants a quitté le lieu dans une « Mercedes 280 SL gris métal à toit noir », dont le témoin a noté l'immatriculation sur un bout de papier, depuis conservé[248],[249], mais en restant discret car  l'Auberge du Roi René était « protégée par le procureur » qui a « dirigé l'enquête sur l'affaire Boulin »[250];
- 5 septembre 2024 : le parquet de Versailles confirme à l'AFP que l’enquête est relancée[251]. La fille de Robert Boulin déplore sur France 3 avoir appris « y a seulement trois mois » l'existence du témoin alors que la juge l'avait auditionné 8 mois avant[251];
- 6 septembre 2024 : Elio D confirme à France Inter et précise avoir vu ce soir-là « des documents entre les mains de ses interlocuteurs, sans savoir lesquels »[250];
- 12 septembre 2024 : au 20 heures de France 2, le témoin raconte qu'il craignait d'être liquidé, décrit la discothèque, la conversation, et les hommes disant qu'ils ont  « dans la panique balancé le corps dans l'étang", qu'il a reconnu sur photo, l'un d'eux étant "le portrait craché de Lino Ventura »[252];
- 2 octobre 2024 :  Médiapart révèle l'identité des trois hommes attablés avec lui et Pierre Debizet : Henri Geliot, cafetier et « truand haut placé », né en 1919, mis en cause entre 1939 et 1958 pour violences avec armes puis décédé en 1986. Il est arrivé avec « Leno », un autre truand. Le 3e homme, arrivé plus tard, était Jean-Pierre Lenoir dont l'appartenance au SDECE était notoire depuis l'affaire Ben Barka[253], à la suite de ses deux livres sur le sujet[254].
- 15 mai 2025 : lors de l'émission sur Radio-Courtoisie, le Libre journal du jeudi soir, Affaire Boulin, nouvelles révélations, le témoin Elio Darmon donne en direct l'identité des deux tueurs présumés de Robert Boulin, précisant la conversation qu'il aurait entendu à l'Auberge du Roi René le 3 novembre 1979 au soir, entre Pierre Debizet (en charge du SAC) et les tueurs présumés, et selon laquelle ils ne devaient pas aller jusqu'à le tuer, mais récupérer les dossiers compromettant du RPR détenus par Robert Boulin. La responsabilité de Charles Pasqua, dit "le grand", comme commanditaire est évoquée par le témoin.

## Arts et littérature
Le 28 janvier 2013 et 29 janvier 2013, la chaîne de télévision France 3 consacre deux soirées à l’affaire Robert Boulin en diffusant le documentaire Vie et mort de Robert Boulin de Gilles Cayatte (qui privilégie la thèse du suicide), suivi le lendemain de la fiction Crime d'État de Pierre Aknine (qui soutient la thèse de l'assassinat), avec, en deuxième partie de soirée, un débat animé par Frédéric Taddeï. À cette occasion, Jean Charbonnel affirme qu'Alexandre Sanguinetti, mort en 1980 (voir supra), lui avait confié le nom des deux assassins de Boulin, et qu'il est prêt à les transmettre à la garde des Sceaux, Christiane Taubira, si elle accepte la réouverture du dossier. C'est à la suite de ce débat qu'est apparu un nouveau témoin, qui a contacté Benoît Colombat après l'avoir vu dans le débat. Auparavant, il n'imaginait pas que « sa propre parole pouvait être aussi importante ». Colombat l'a rencontré plusieurs fois, et il a accepté de parler avec « la garantie de protéger son identité », dans un premier temps, puis « plus tard a déposé sur procès-verbal devant la justice », dans le cadre de la nouvelle information judiciaire de 2015 permettant les investigations de la juge d'instruction Aude Montrieux.

### Presse écrite ou radiodiffusée
- « Affaire Boulin : deux nouveaux témoignages contredisent la thèse du suicide », sur lefigaro.fr, 7 juin 2016.
- Franck Ferrand, « L'affaire Boulin, émission « Au cœur de l'histoire » », Europe 1,‎ 29 janvier 2013.
- Yann Saint-Sernin, « On a tous pensé qu'il avait été liquidé (interview de Daniel Jault) », Sud Ouest, 10 juillet 2011.
- Jean-Marie Pontaut, « Le garde du corps de Robert Boulin parle », L'Express, 20 mai 2010.
- Benoît Collombat, « Le procureur était une barbouze », sur franceinter.fr, France Inter, 27 octobre 2009 (consulté le 31 décembre 2017).
- « L'orpheline du gaullisme »(Archive.org • Wikiwix • Archive.is • Google • Que faire ?), Le Nouvel Observateur, 31 mai 2007.
- Guillaume Bouchet, « Jean Mauriac : « le pouvoir a menti » dans l'affaire Boulin », sur rue89, nouvelobs.com, 11 mai 2007.
- L. Greilsamer, « Psychose d'un "complot politique" », sur lemonde.fr, Le Monde, 14 novembre 1979.

### Filmographie et télévision
- Mille milliards de dollars, film d' Henri Verneuil : le personnage de Jacques Benoît-Lambert interprété par Robert Party évoque le destin de Robert Boulin.
- Michel Despratx et Bernard Nicolas, Robert Boulin : le suicide était un crime, Canal+, 2002, vidéo (lire en ligne).
- Crime d'État, téléfilm de Pierre Aknine diffusé sur France 3 le 29 janvier 2013.
- Marie-Pierre Farkas, Jean-Marie Lequertier et Ghislain Delaval, Affaire Boulin : une si longue attente, France 2, 20 septembre 2015, documentaire.
- Révélations sur un crime d'État, documentaire de Benoît Collombat, Bernard Nicolas, Arnaud Mansir, Envoyé spécial, diffusé sur France 2 le 26 octobre 2017.

### Bande dessinée
- Benoît Collombat et Étienne Davodeau, Cher Pays de notre enfance : enquête sur les années de plomb de la Ve République, Éditions Futuropolis, 8 octobre 2015, 218 p. (ISBN 9782754810852).
- Olivier Legrand, Alain Paillou et Jean-Blaise Djian, Le service | Tome 2 : Hautes sphères / 1974-1979 : L'histoire des hommes de l'ombre de la Vème République., t. II, Emmanuel Proust Éditions, janvier 2013, 62 p. (ISBN 978-2-84810-420-1). Le destine de Robert Boulin est évoqué à travers le personnage de Jean-François Marsan.